# Pécs műemlékeinek listája

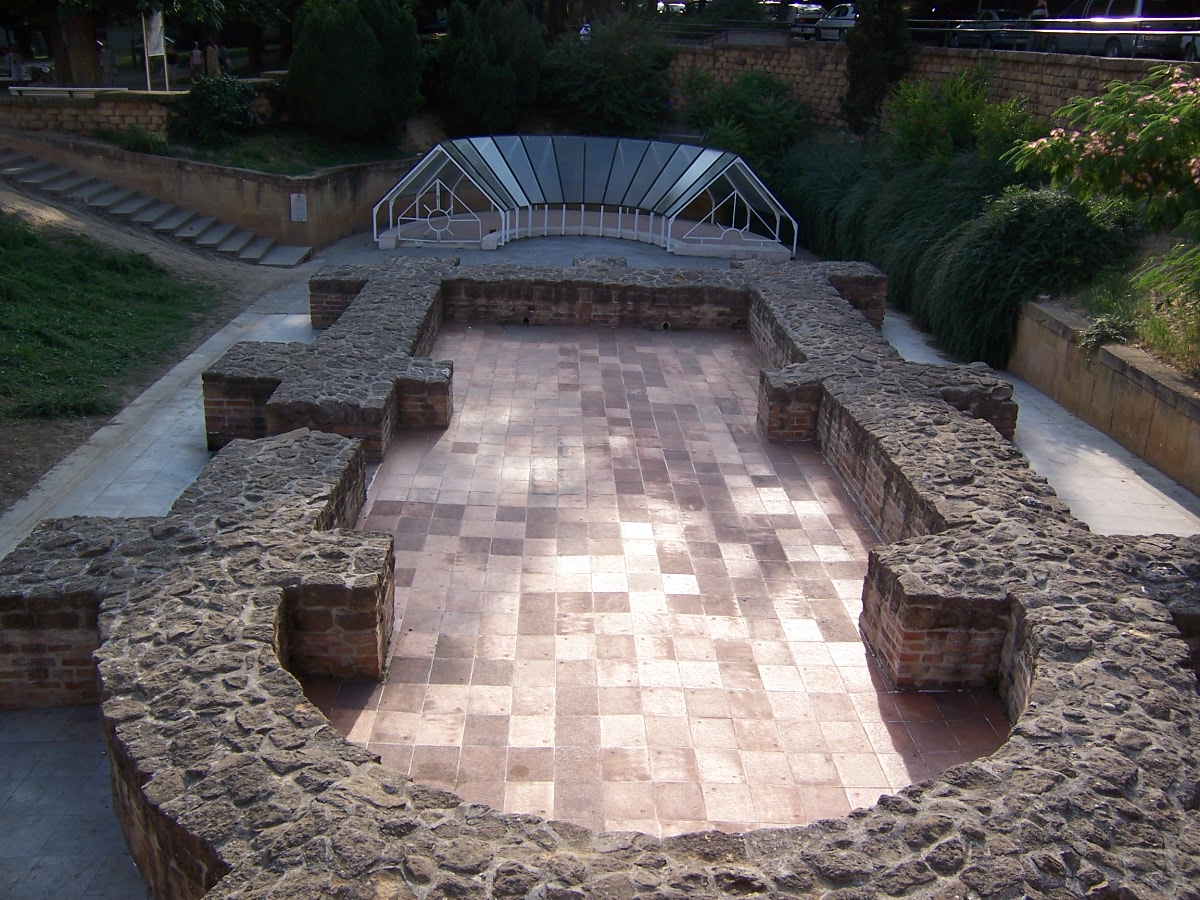
Az ókeresztény sírkamra fölé emelt kápolna maradványai

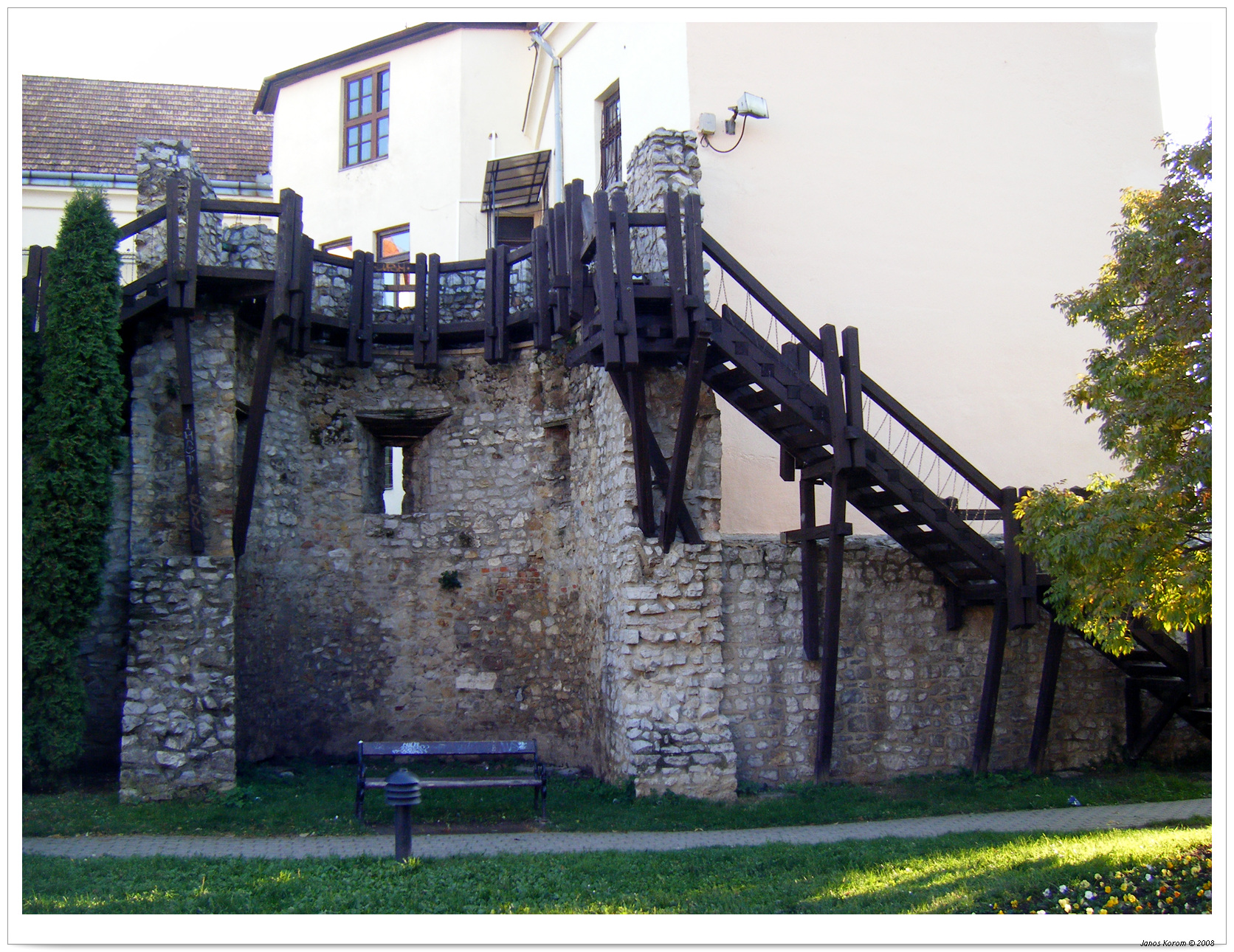
Régi városfal Pécs belvárosában (Citrom utca)

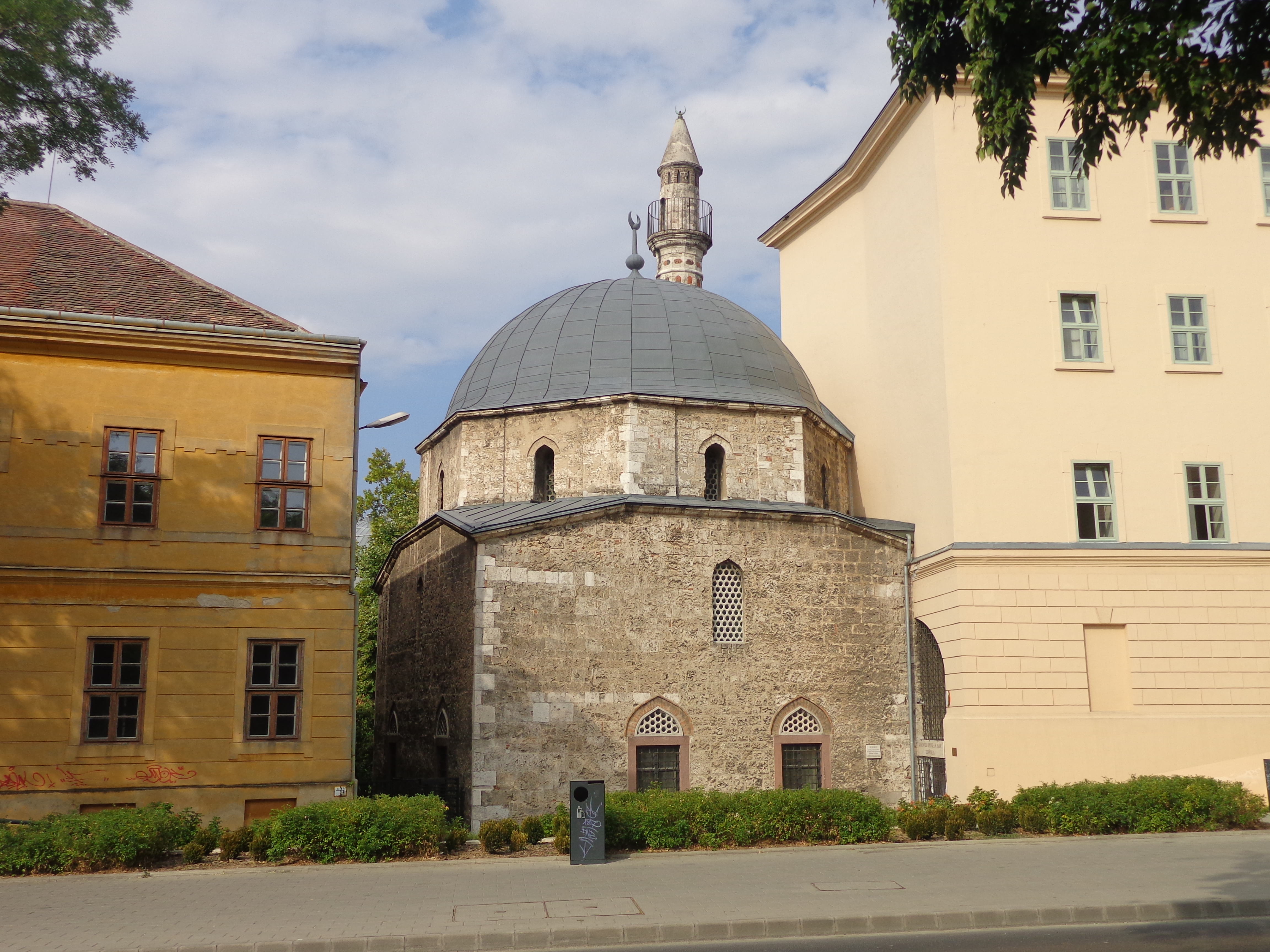
Jakováli Hasszán dzsámija a Kórház téren

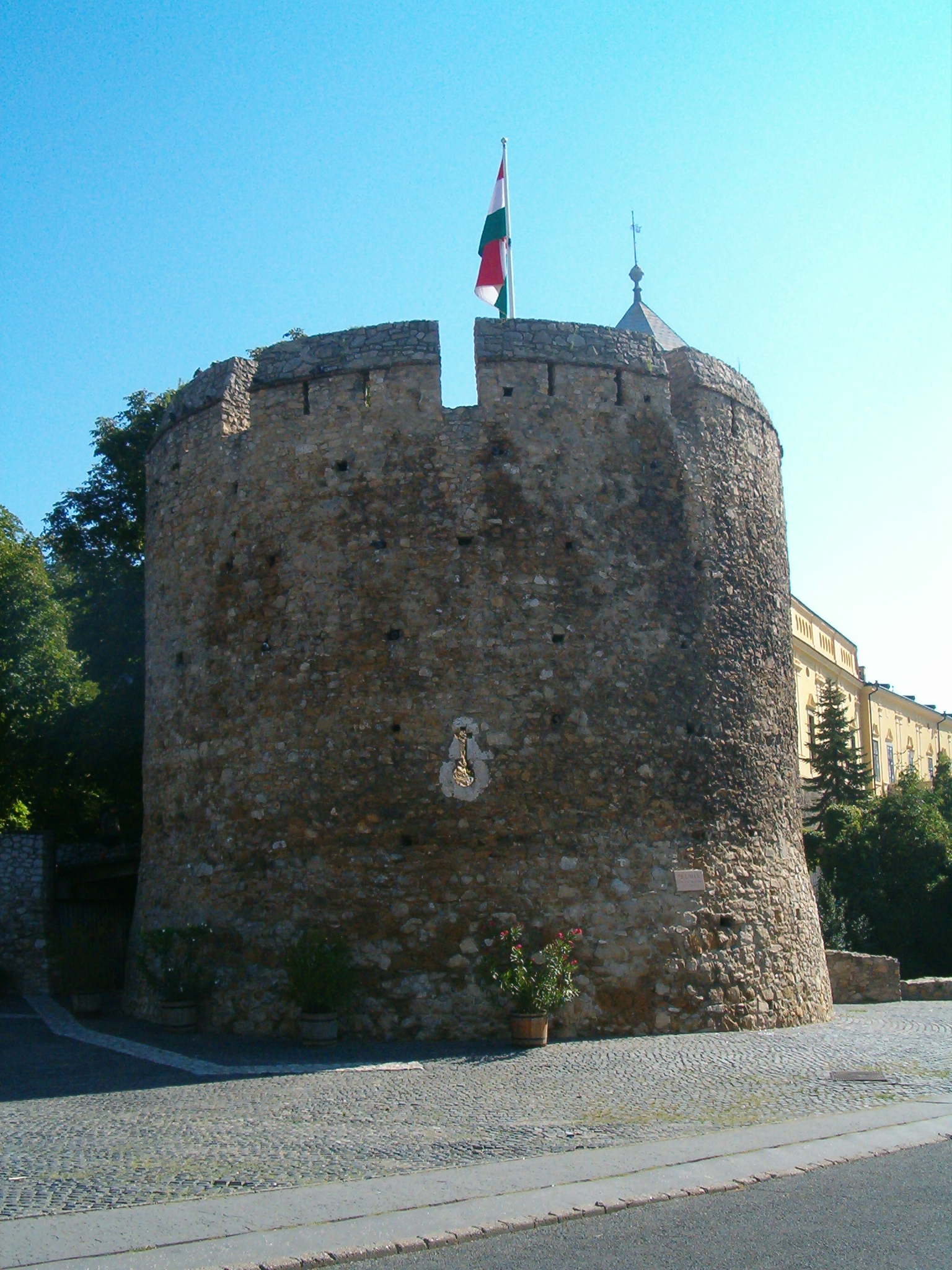
A Barbakán

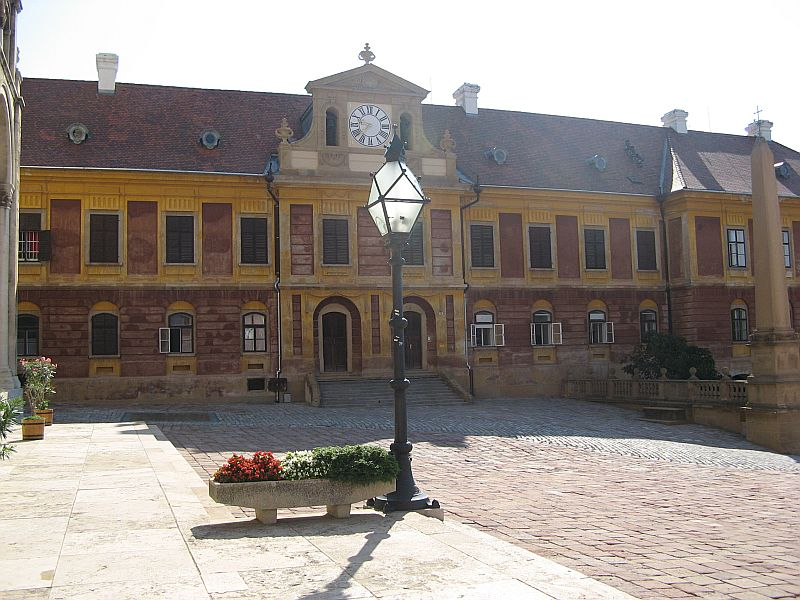
Dóm tér: a káptalani levéltár homlokzata

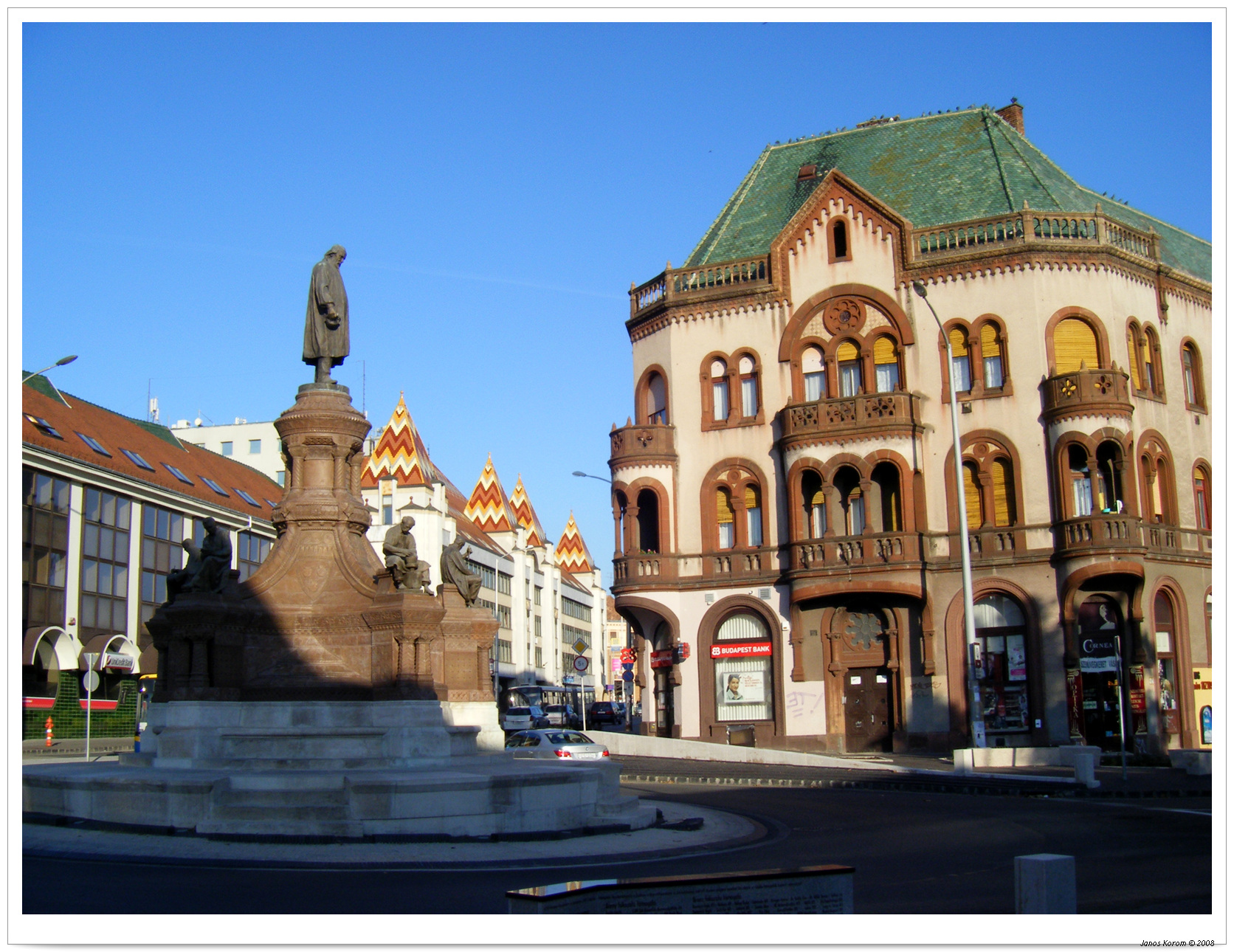
Zsolnay szobor

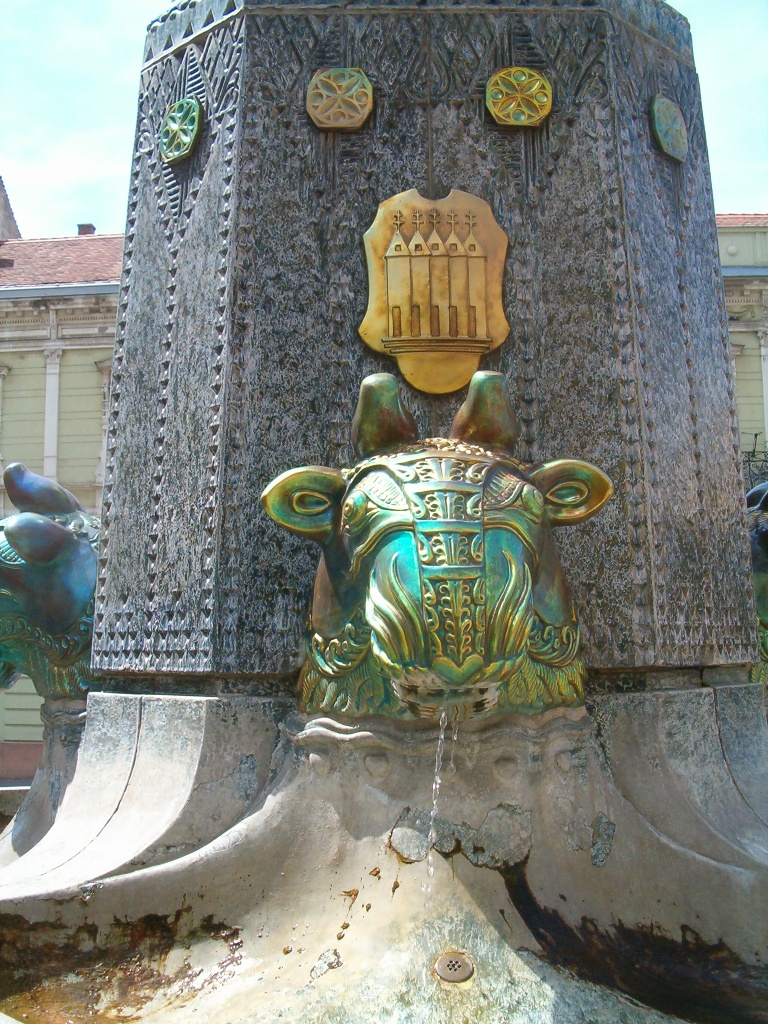
Zsolnay-kút a Széchenyi téren

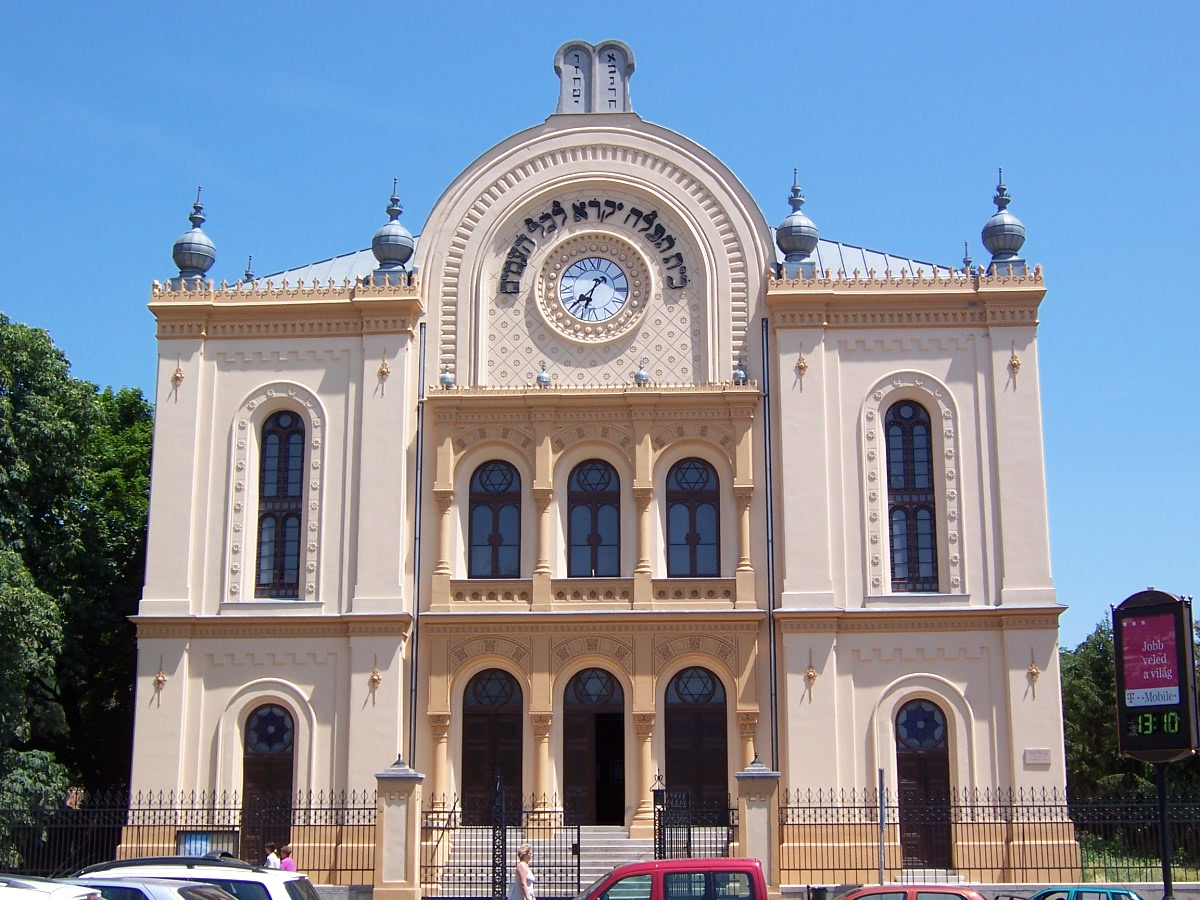
A pécsi zsinagóga főbejárata

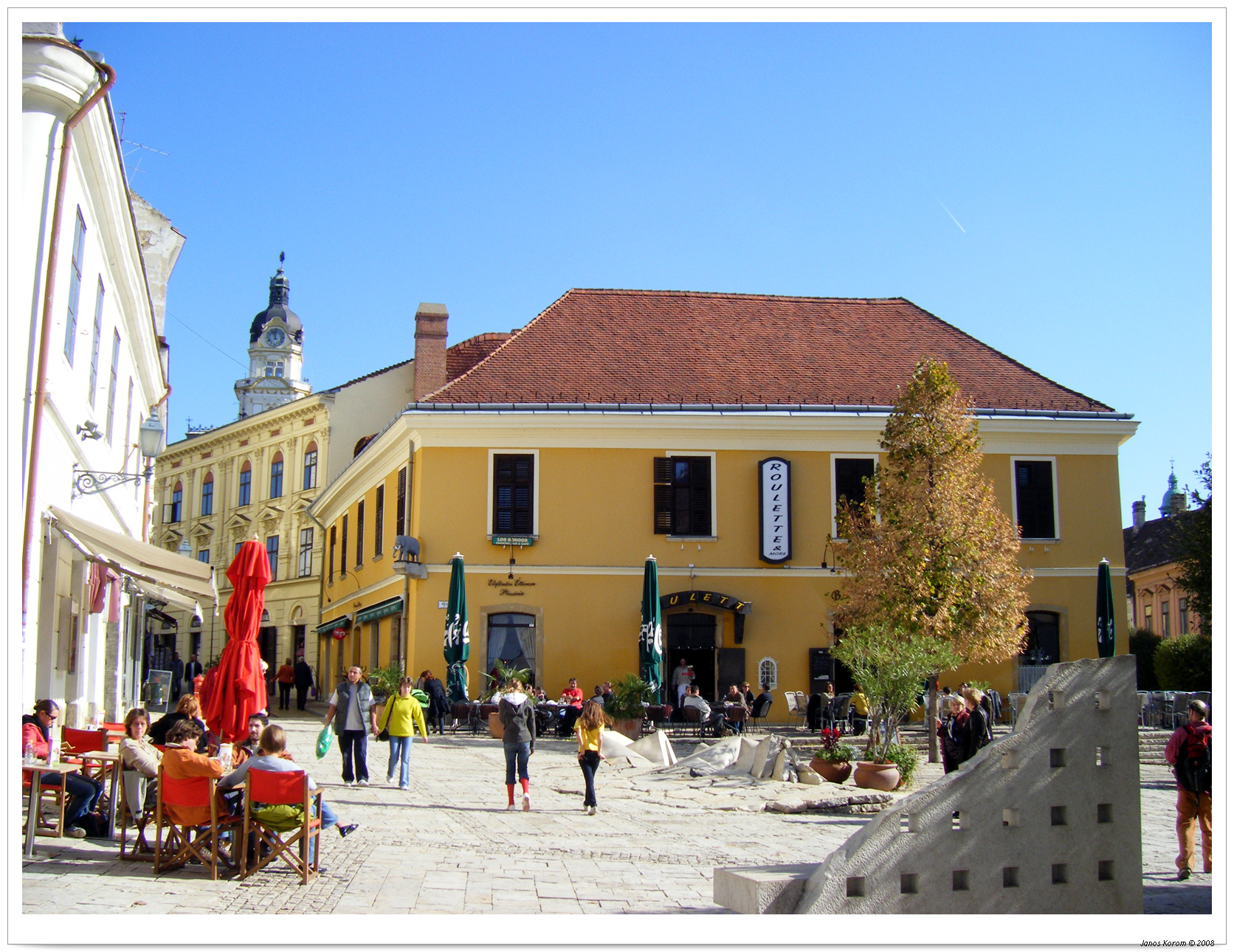
Az Elefántos Ház a felújított Jókai téren

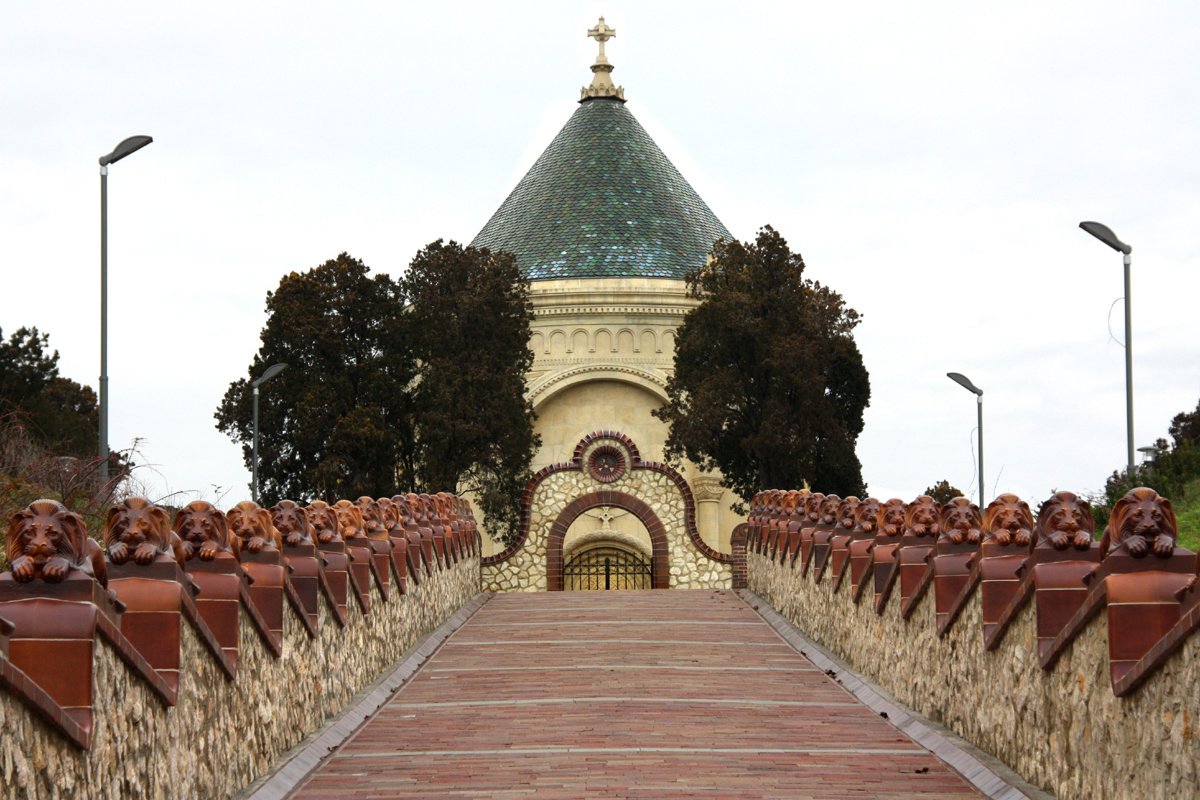
A Zsolnay-mauzóleum

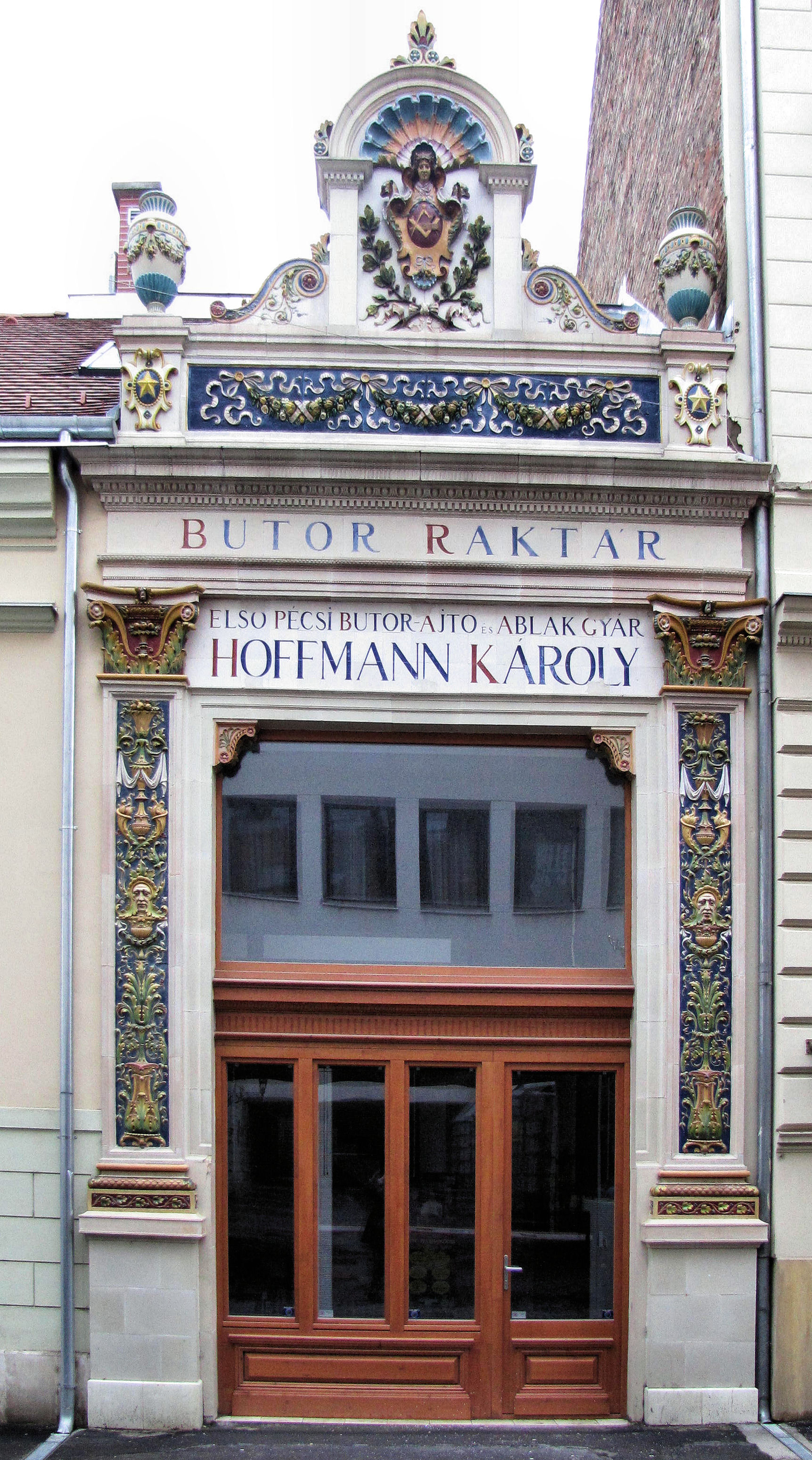
A Csukás-ház kerámiaportálja

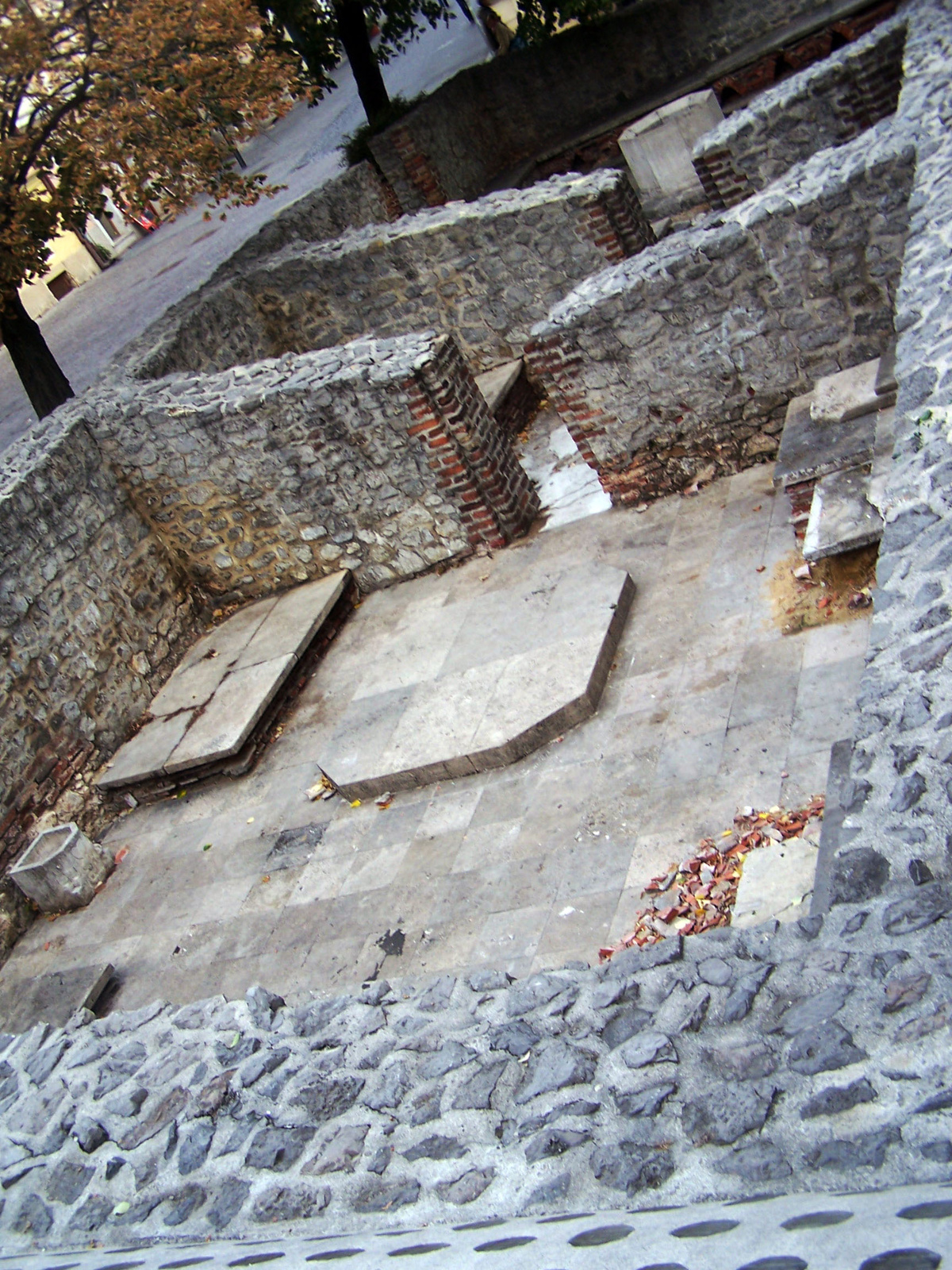
Memi pasa fürdőjének, 1979-ben helyreállított maradványai

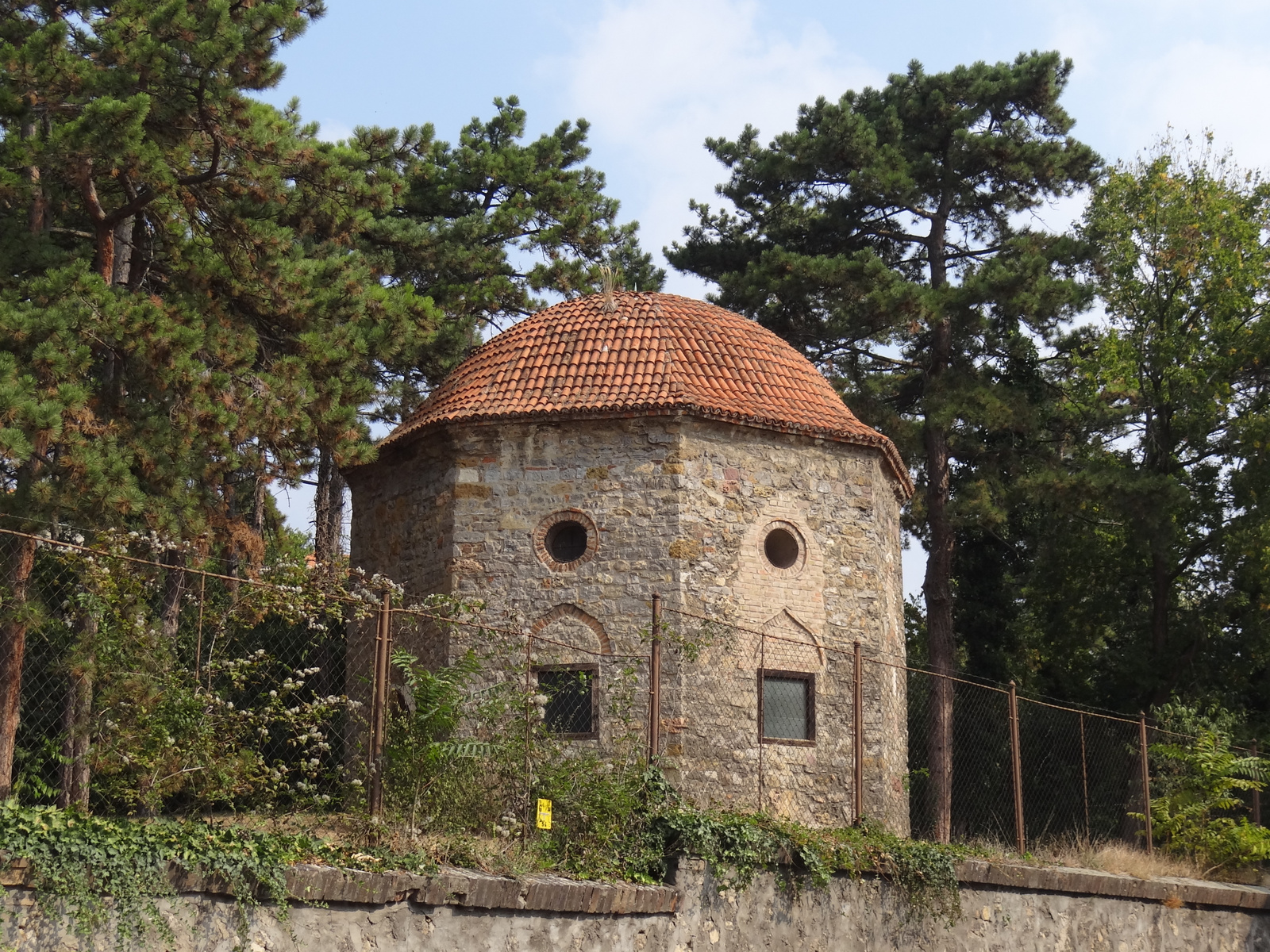
Idrisz Baba türbéje

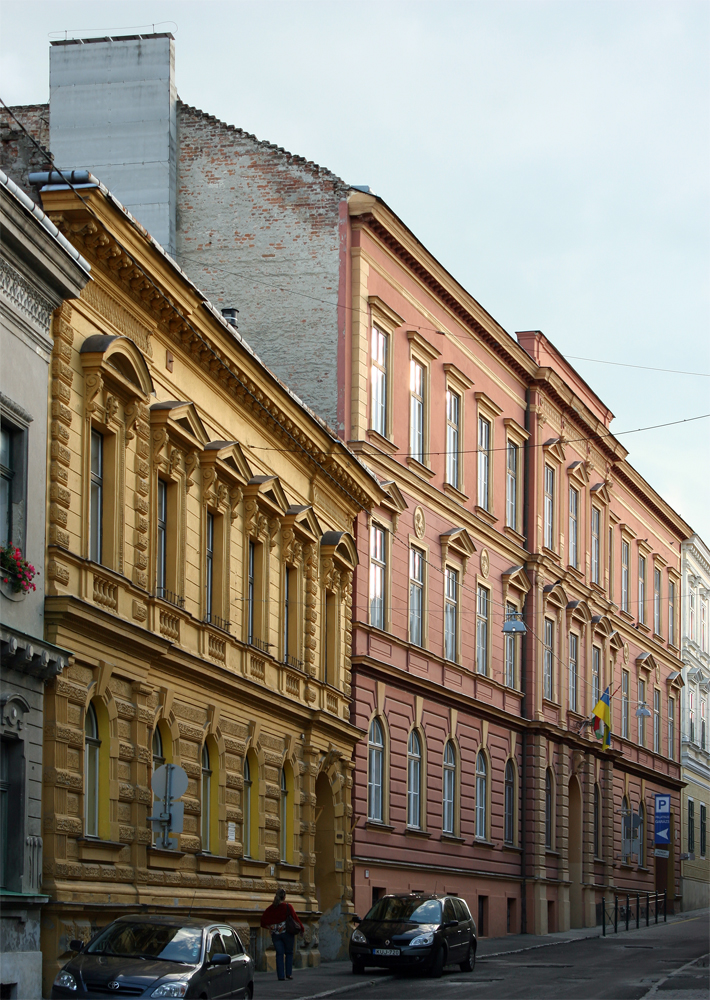
Janus Pannonius Gimnázium

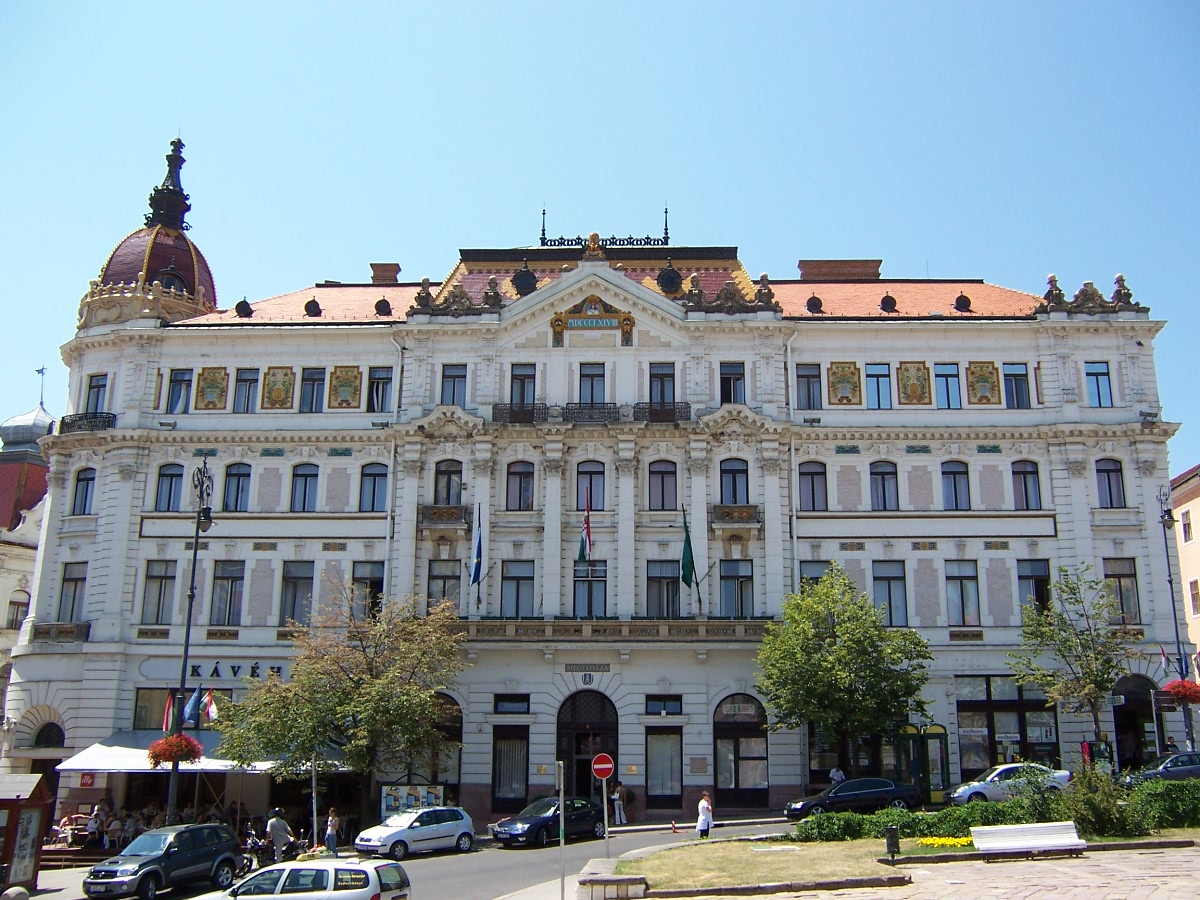
A pécsi vármegyeháza

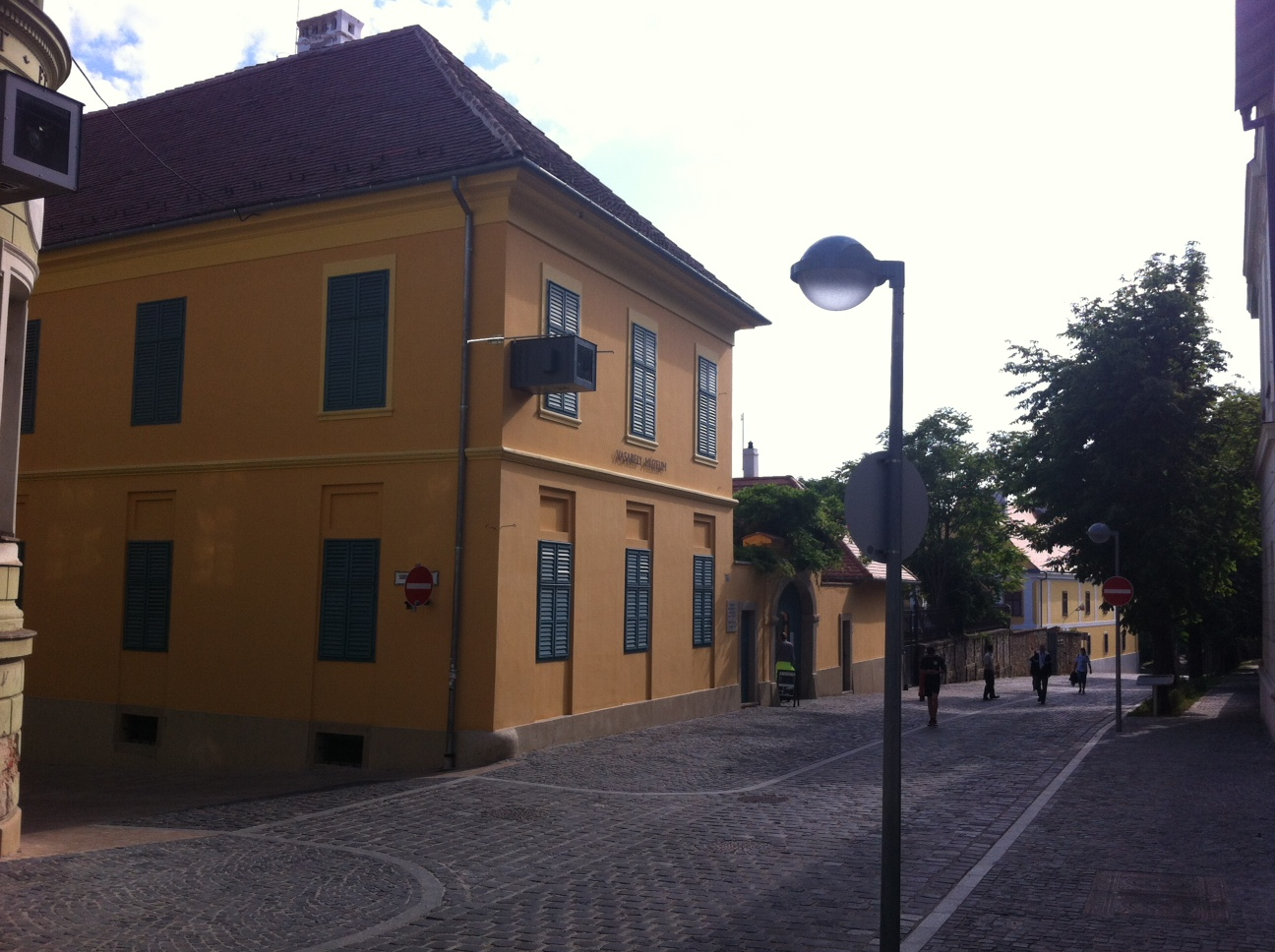
A Káptalan utca kelet felől.

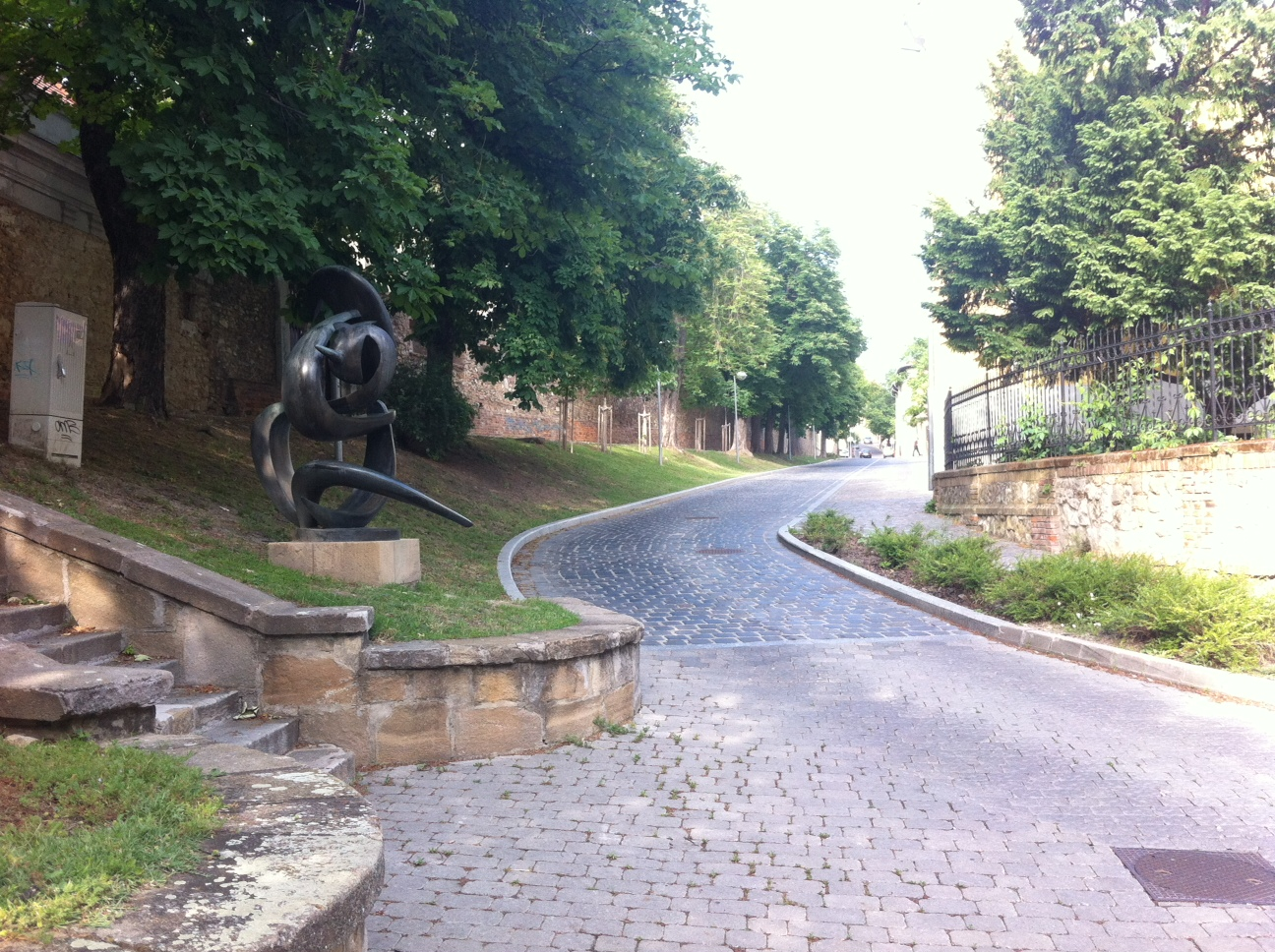
Az utca nézete nyugat felől

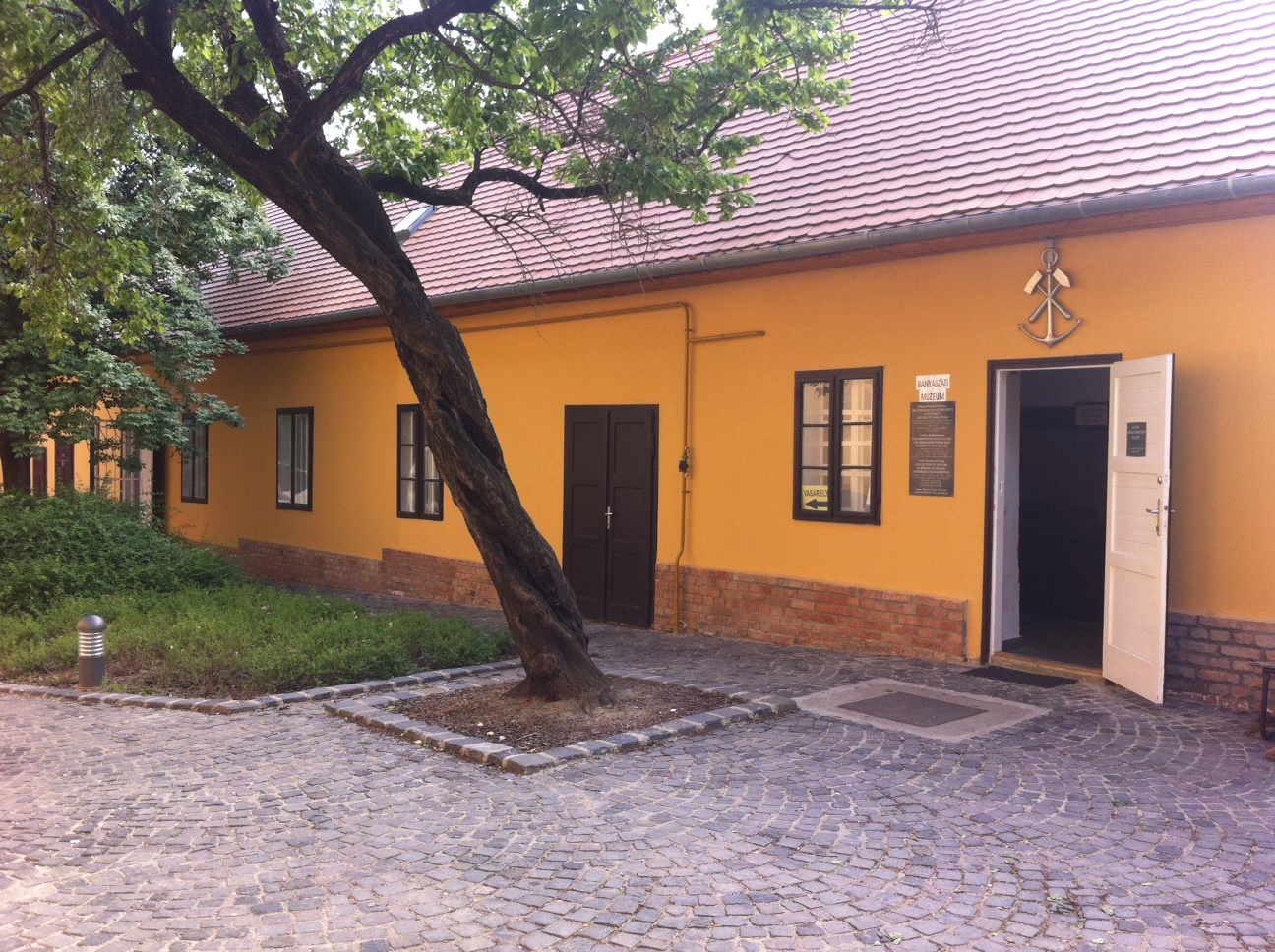
A múzeum épülete

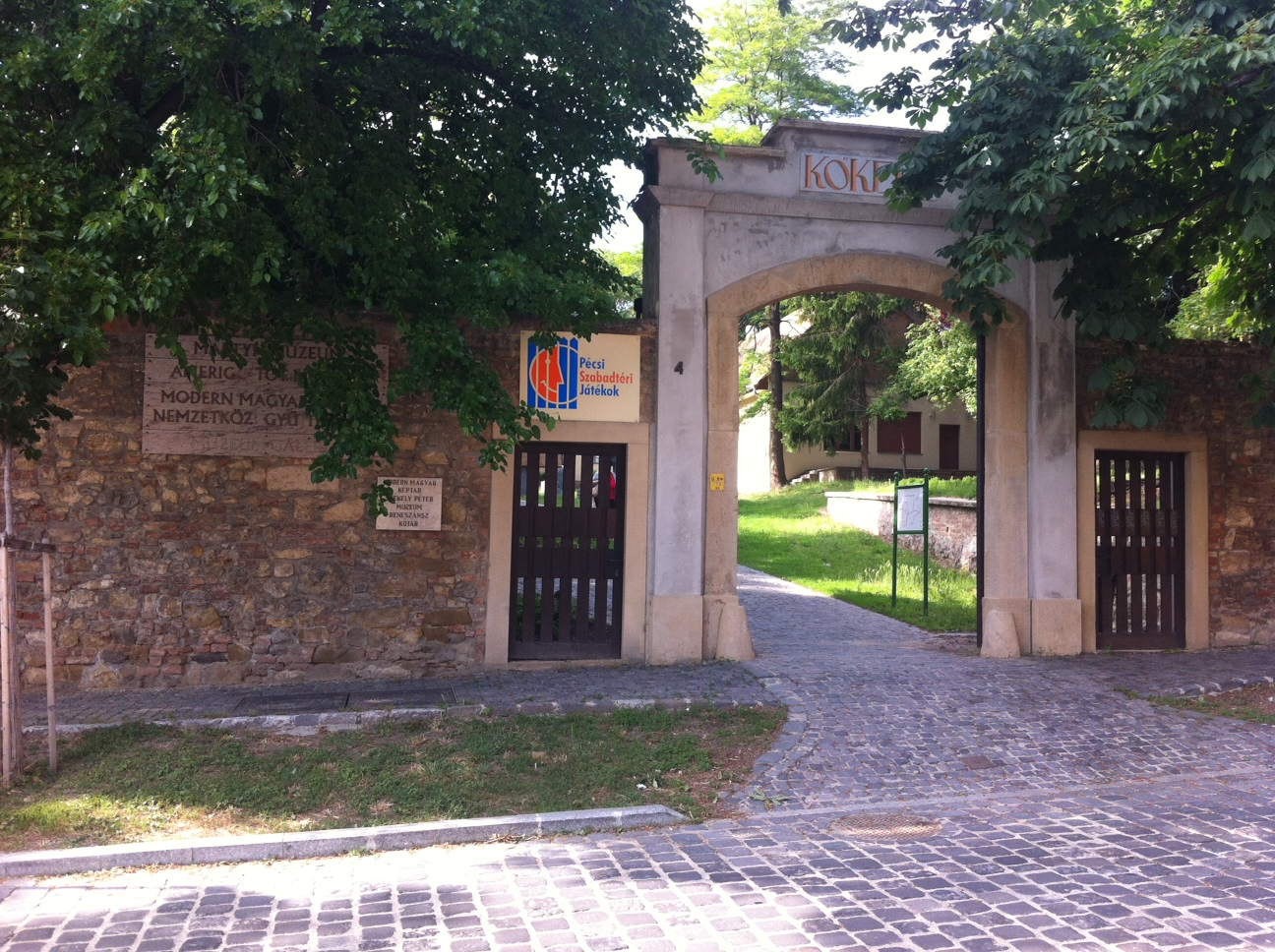
A Reneszánsz kőkert bejárata

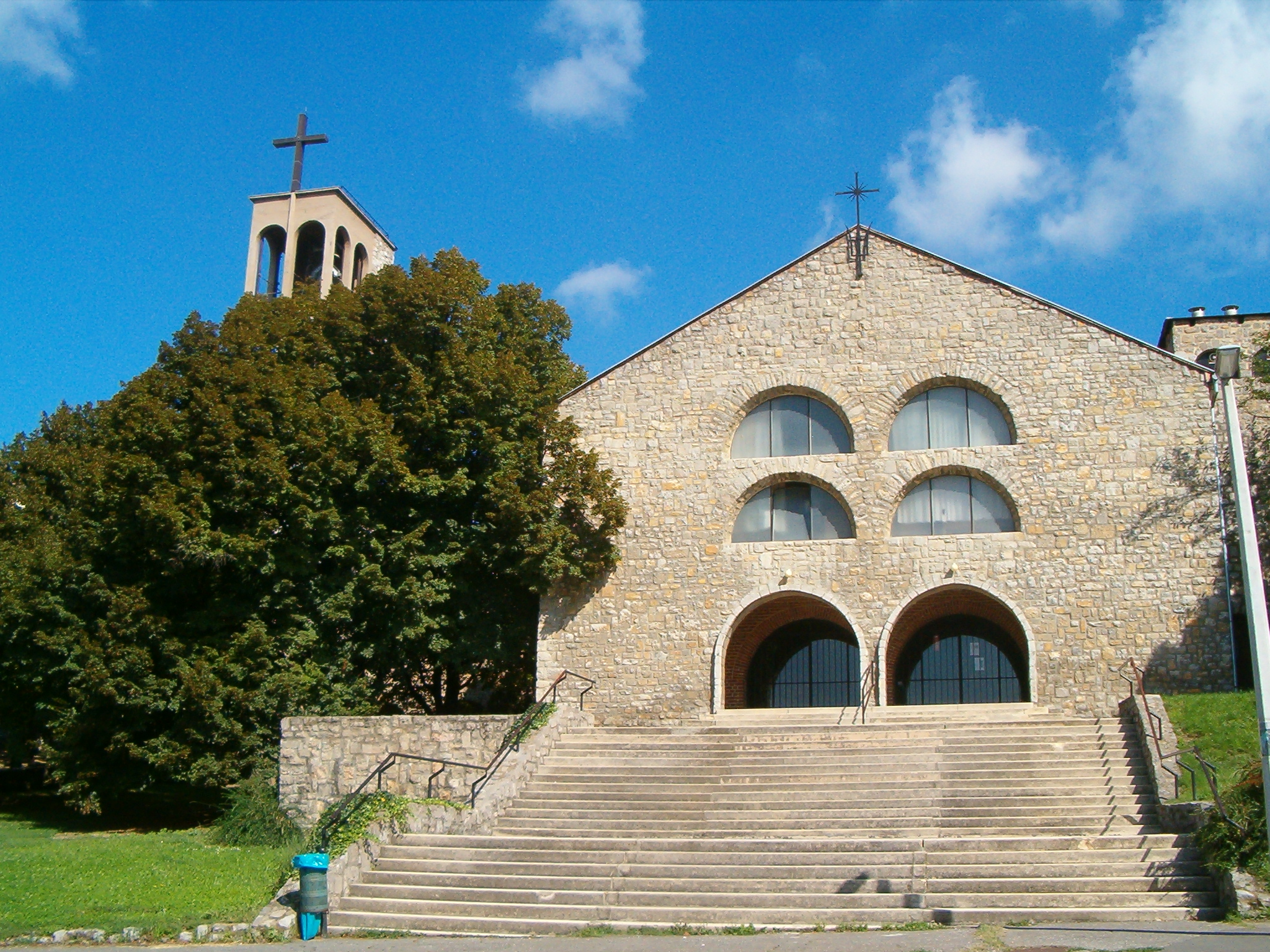
Pálos templom

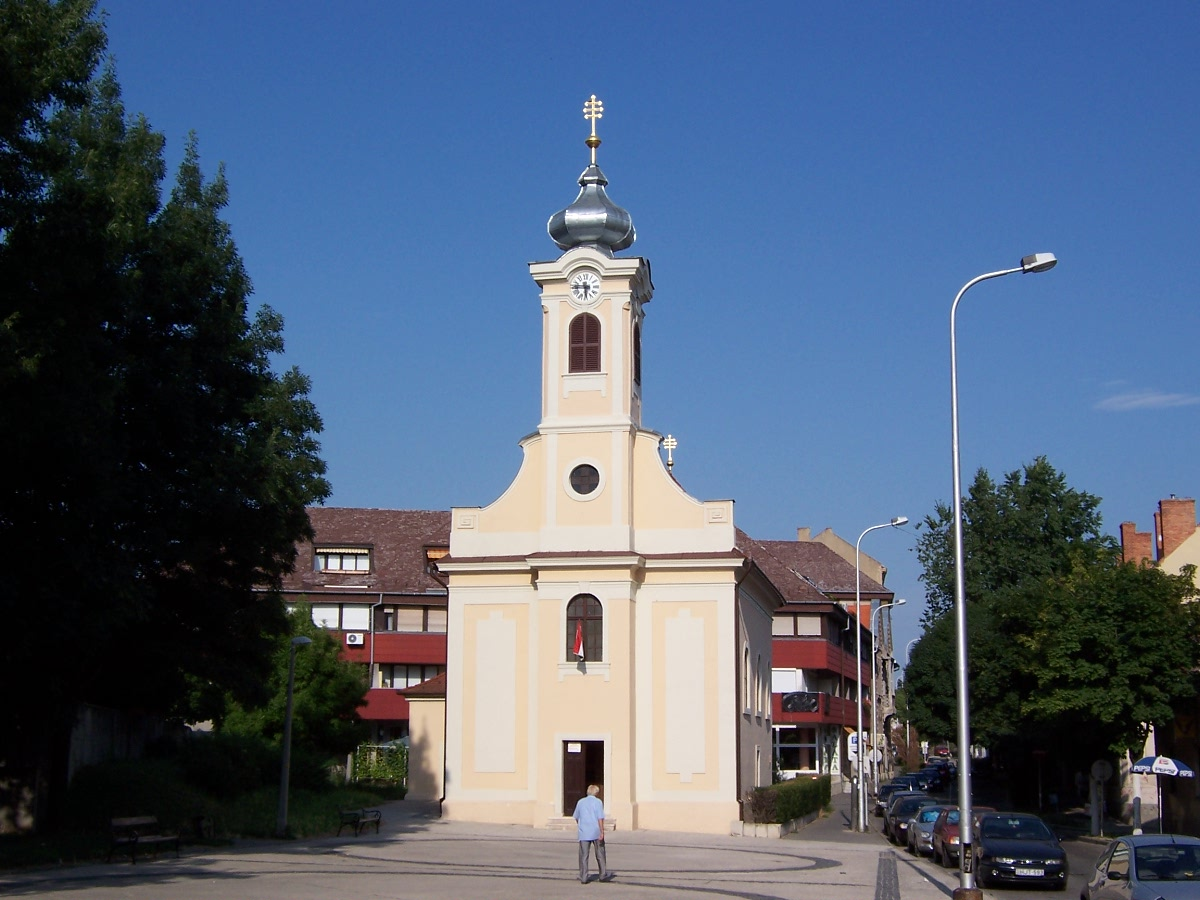
Görögkatolikus templom az Alkotmány utcában

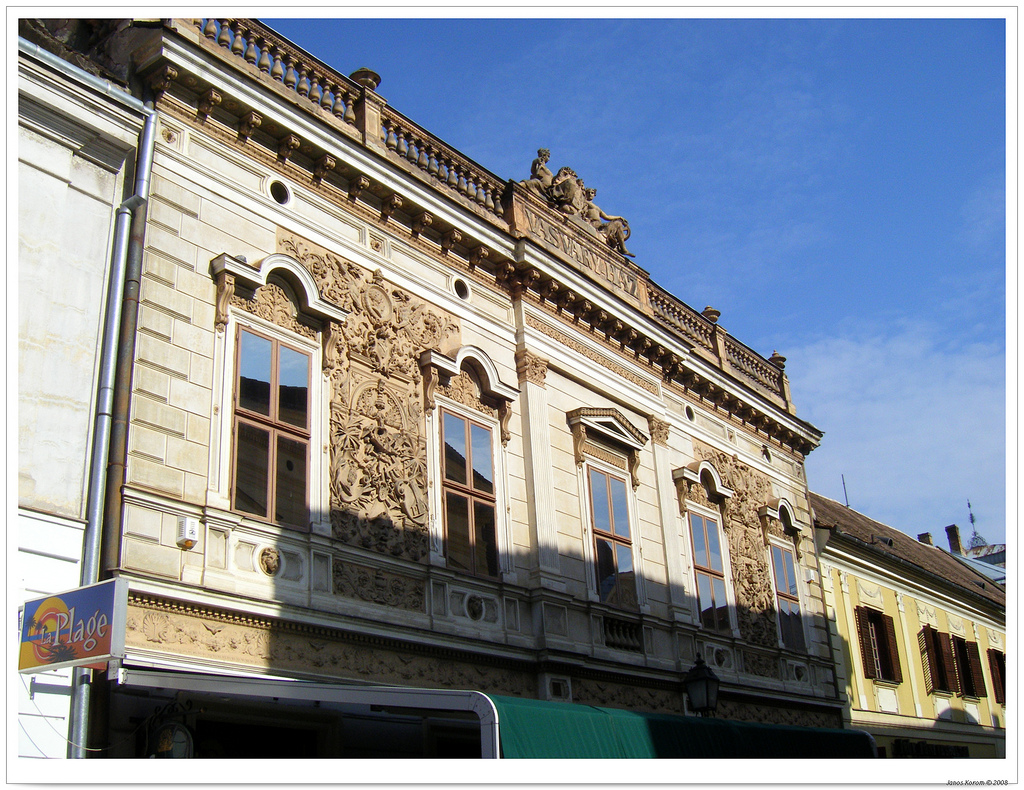
A Vasváry-ház a Király utcában

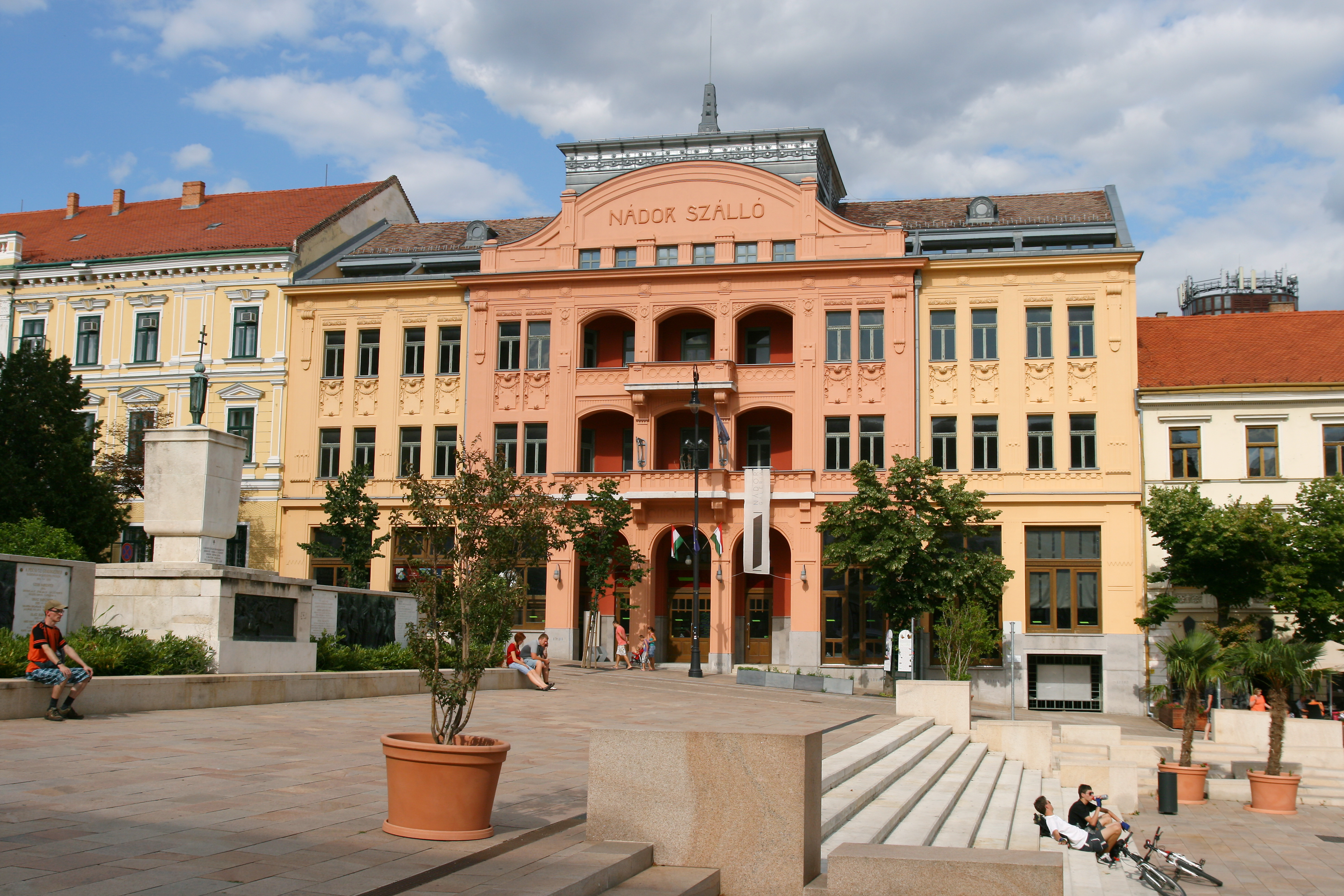
Nádor hotel

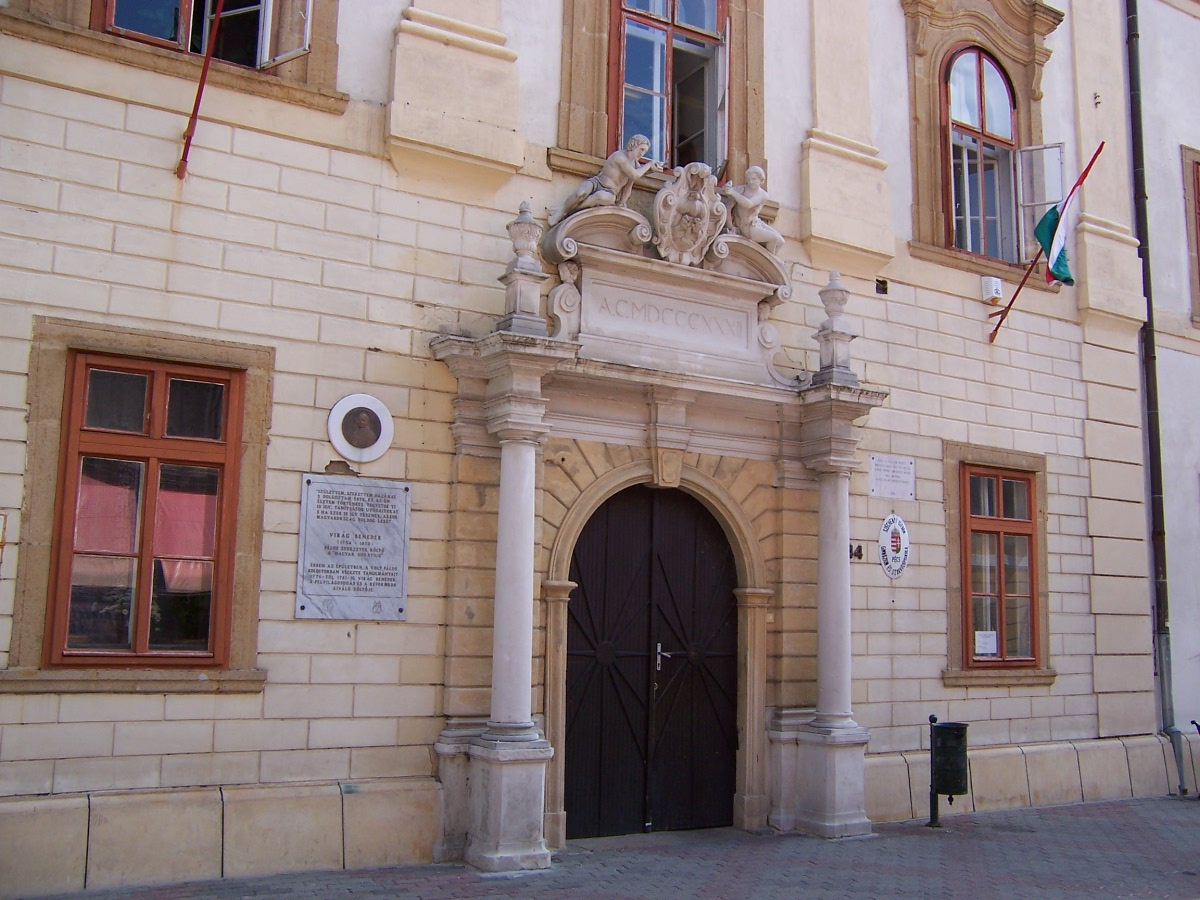
Széchenyi István Gimnázium

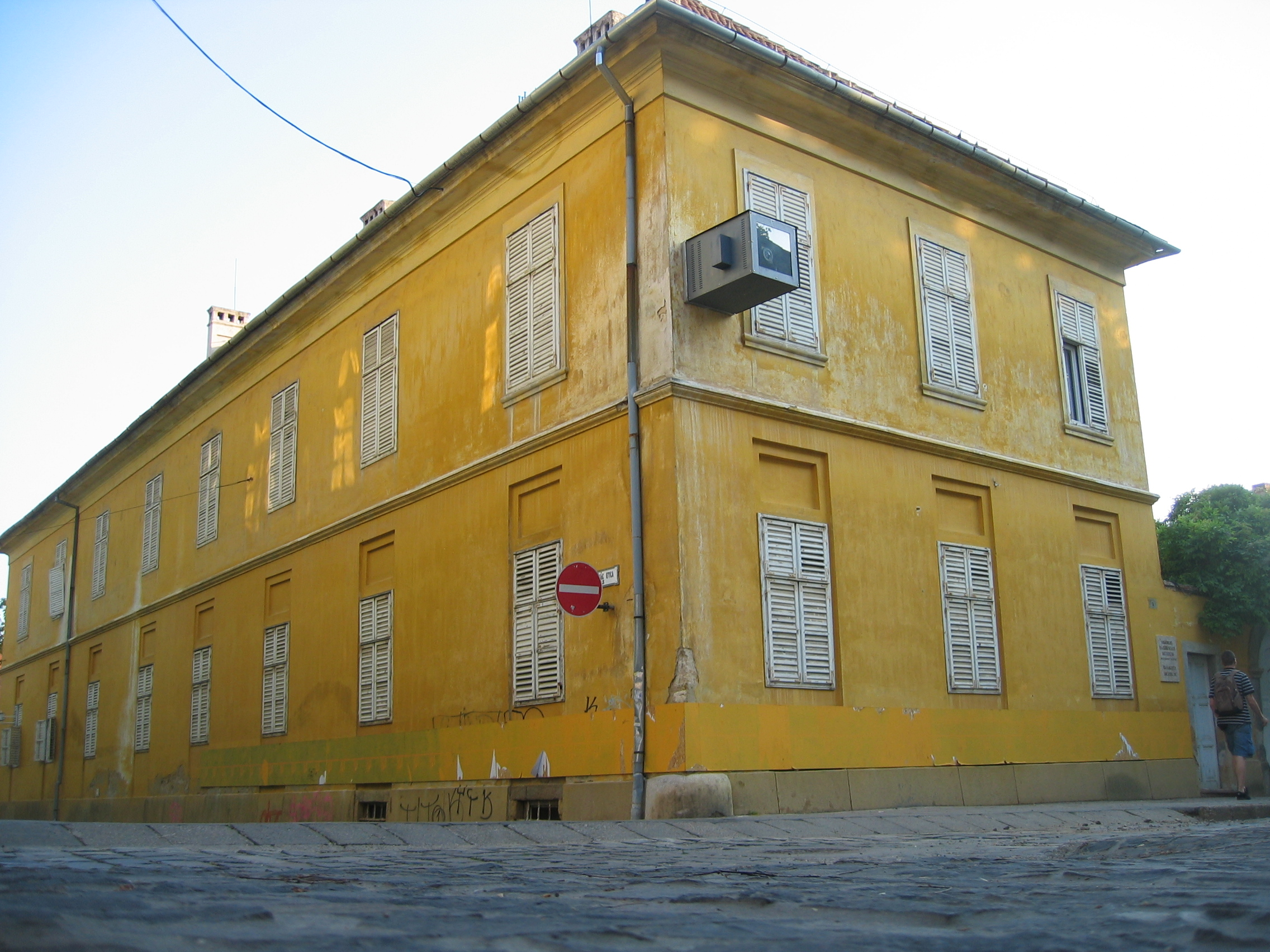
Vasarely Viktor Múzeum

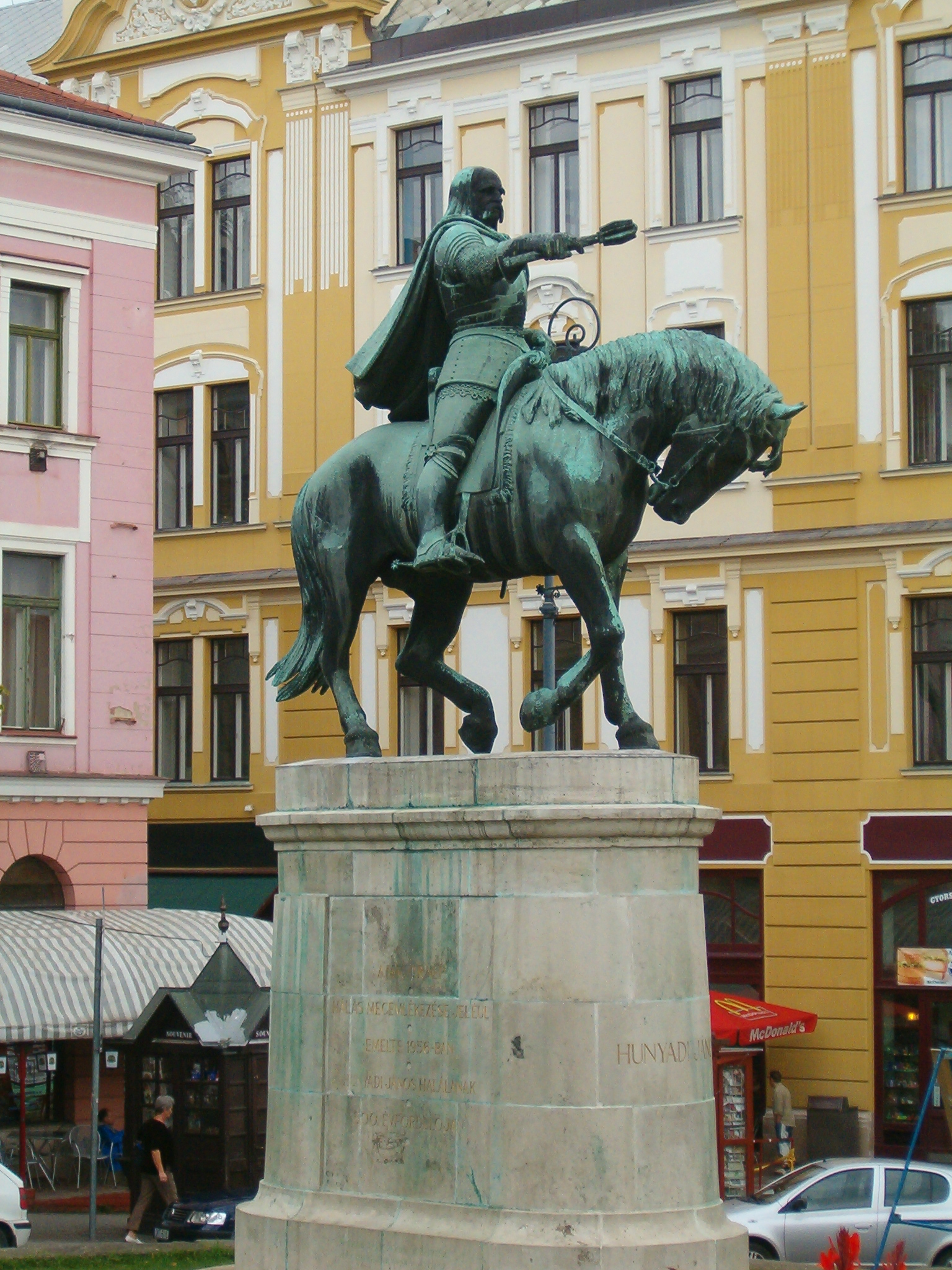
Hunyadi János lovasszobra a Széchenyi téren

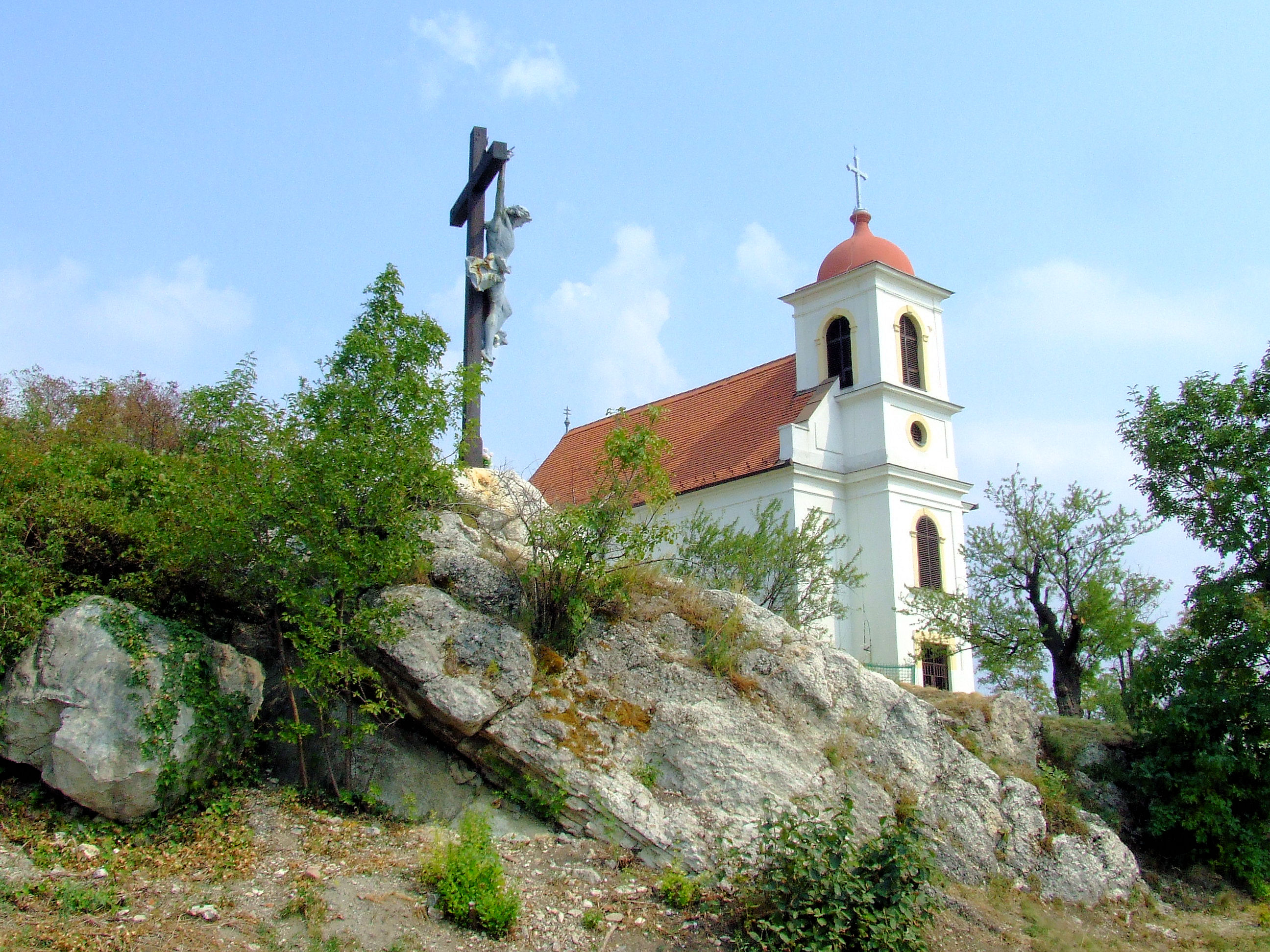
A havihegyi kápolna

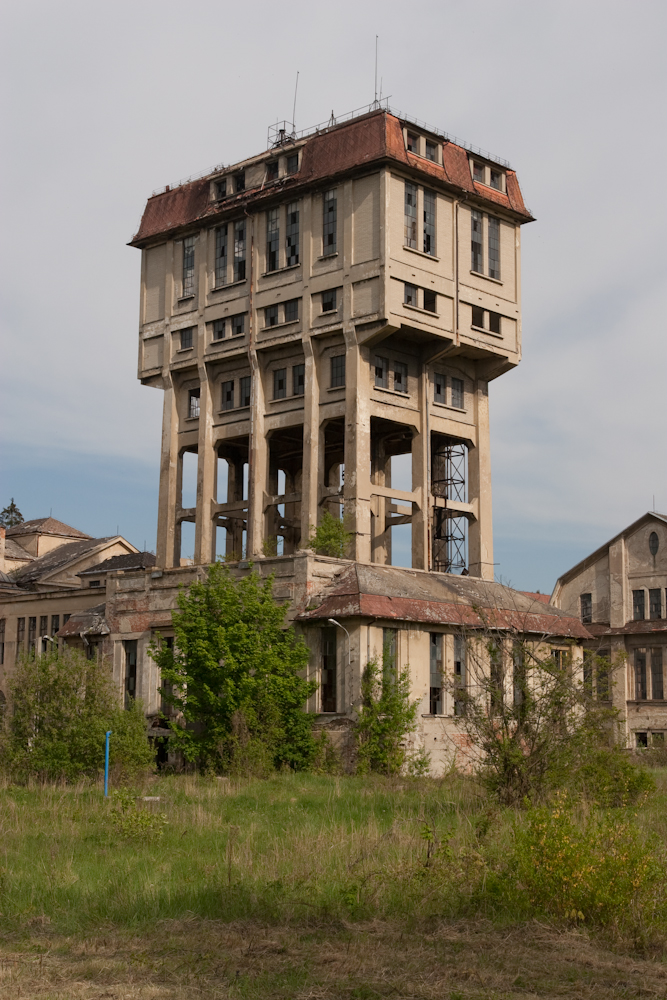
Istvánakna

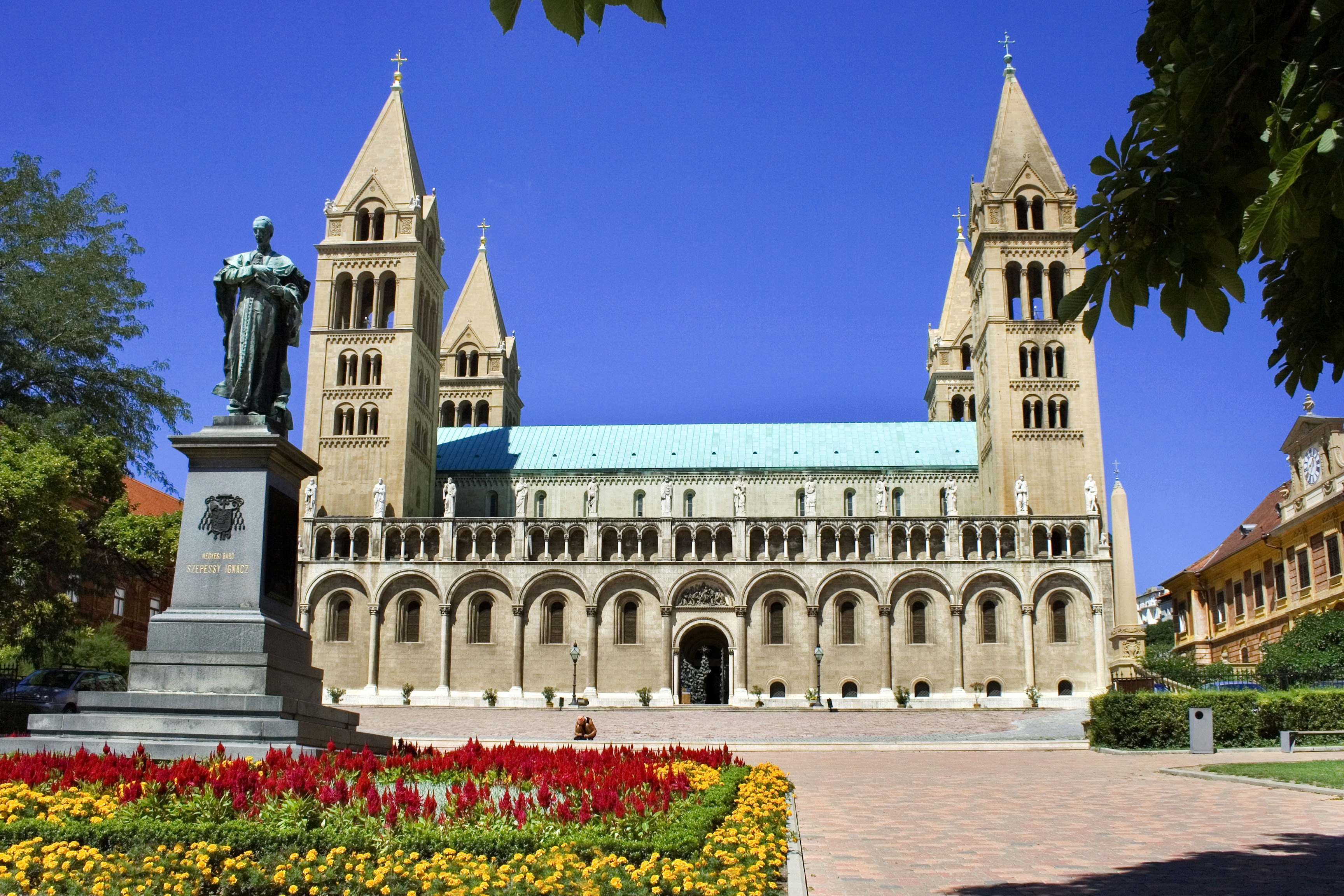
A székesegyház épülete

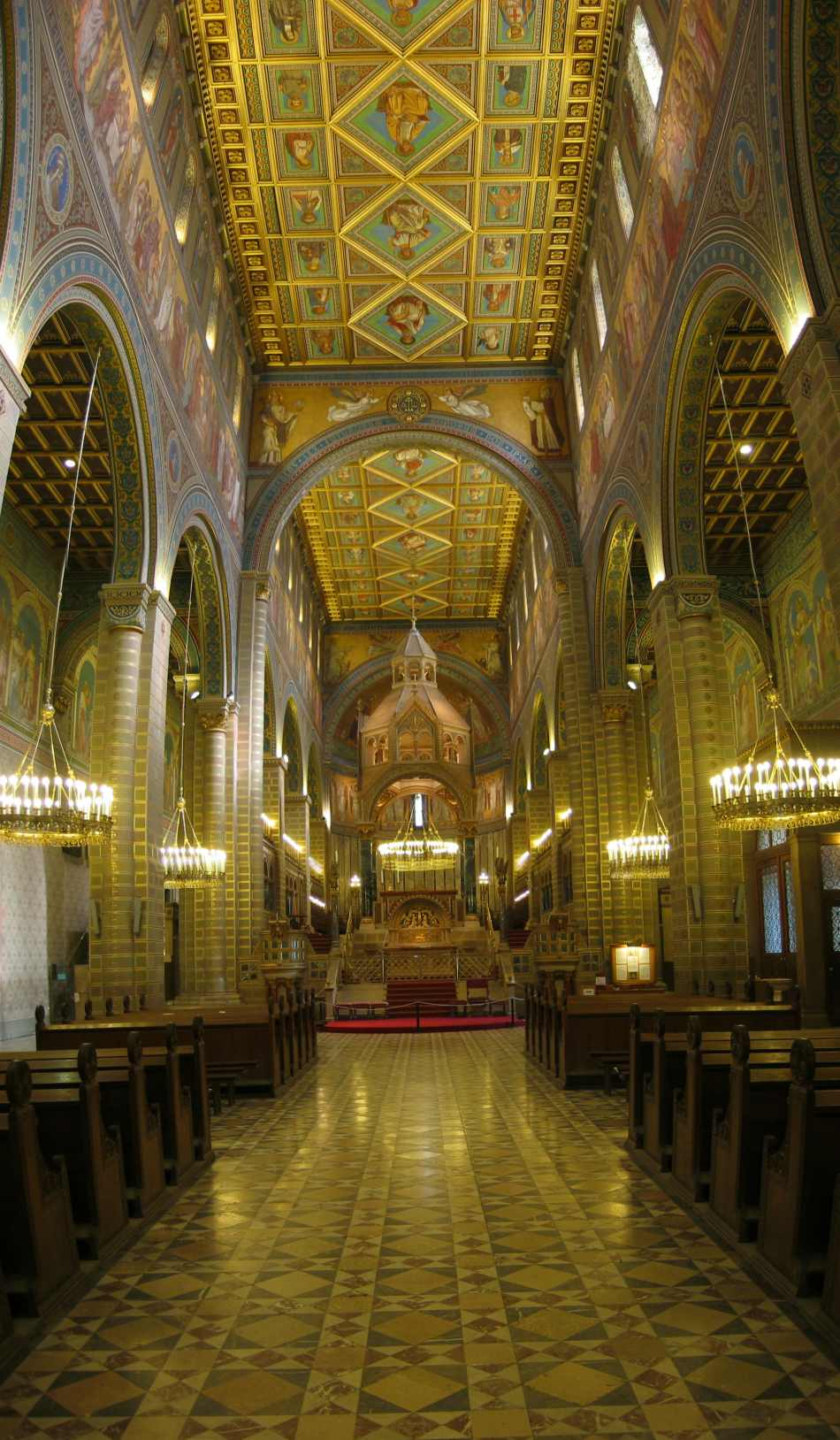
A székesegyház belseje

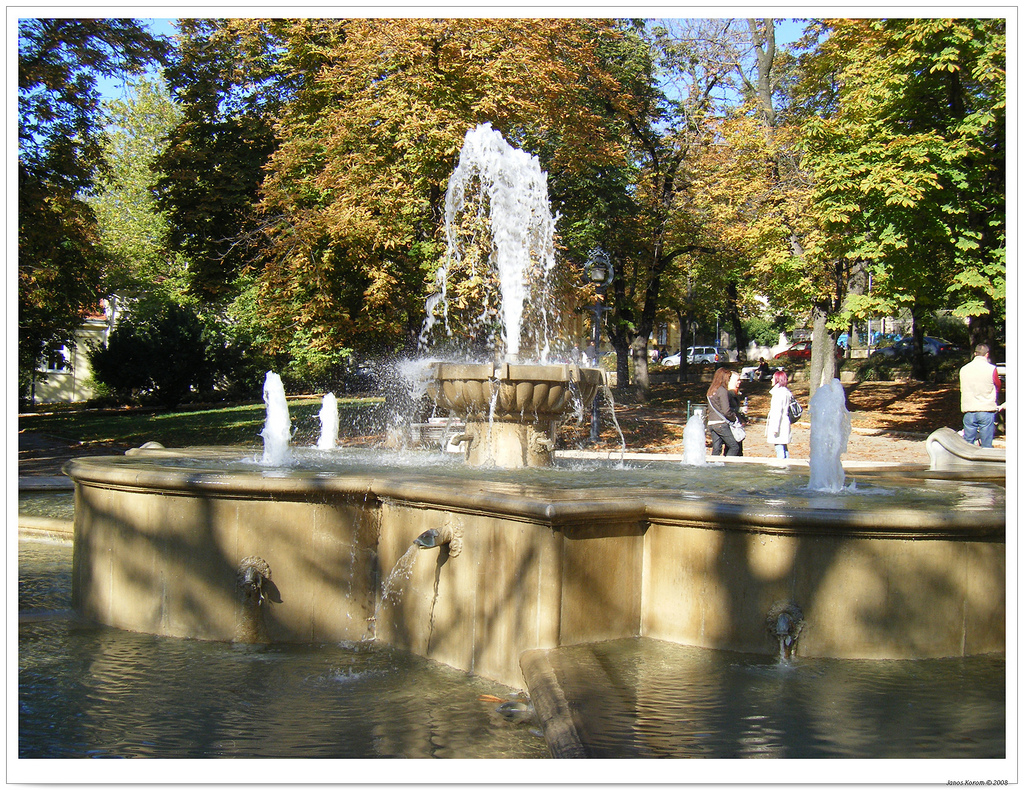
A Berényi-kút a Szent István téren

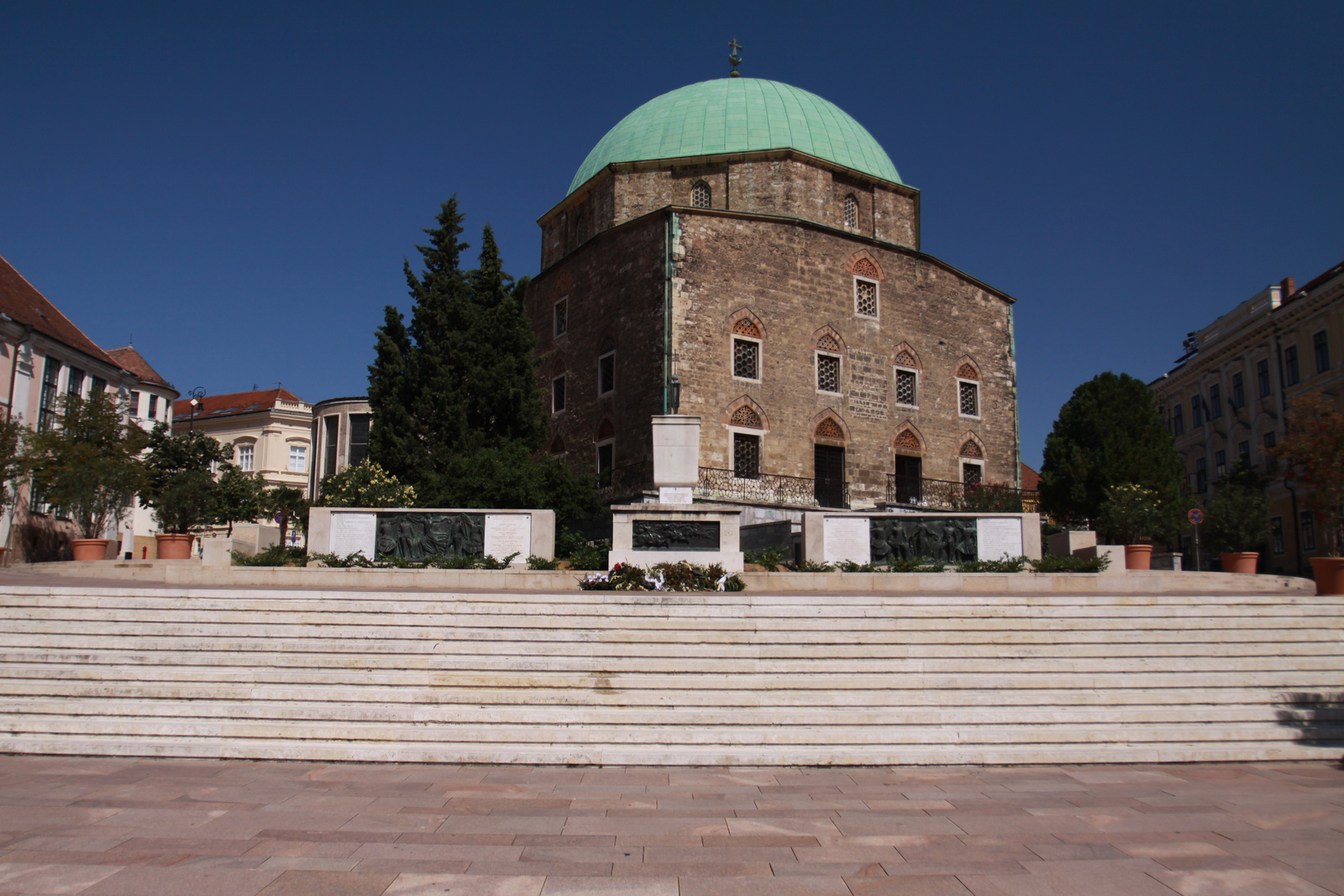
A Gázi Kászim pasa dzsámija a Széchenyi téren

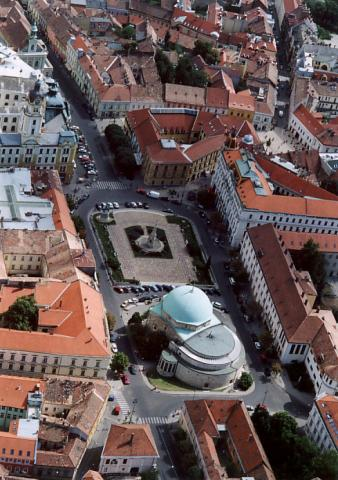
A dzsámi légifotója a Széchenyi tér felújítása előtt

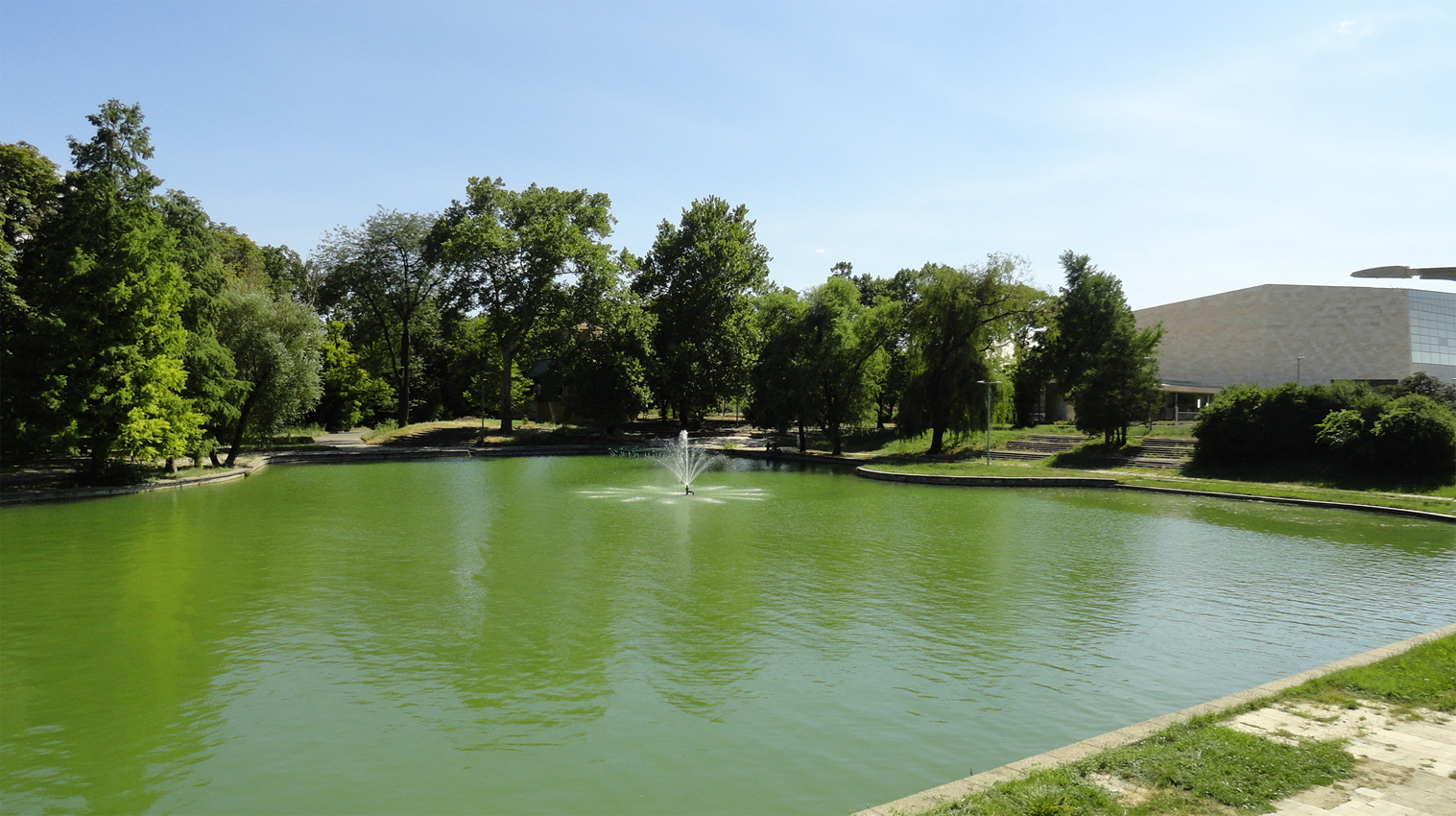
A Balokány

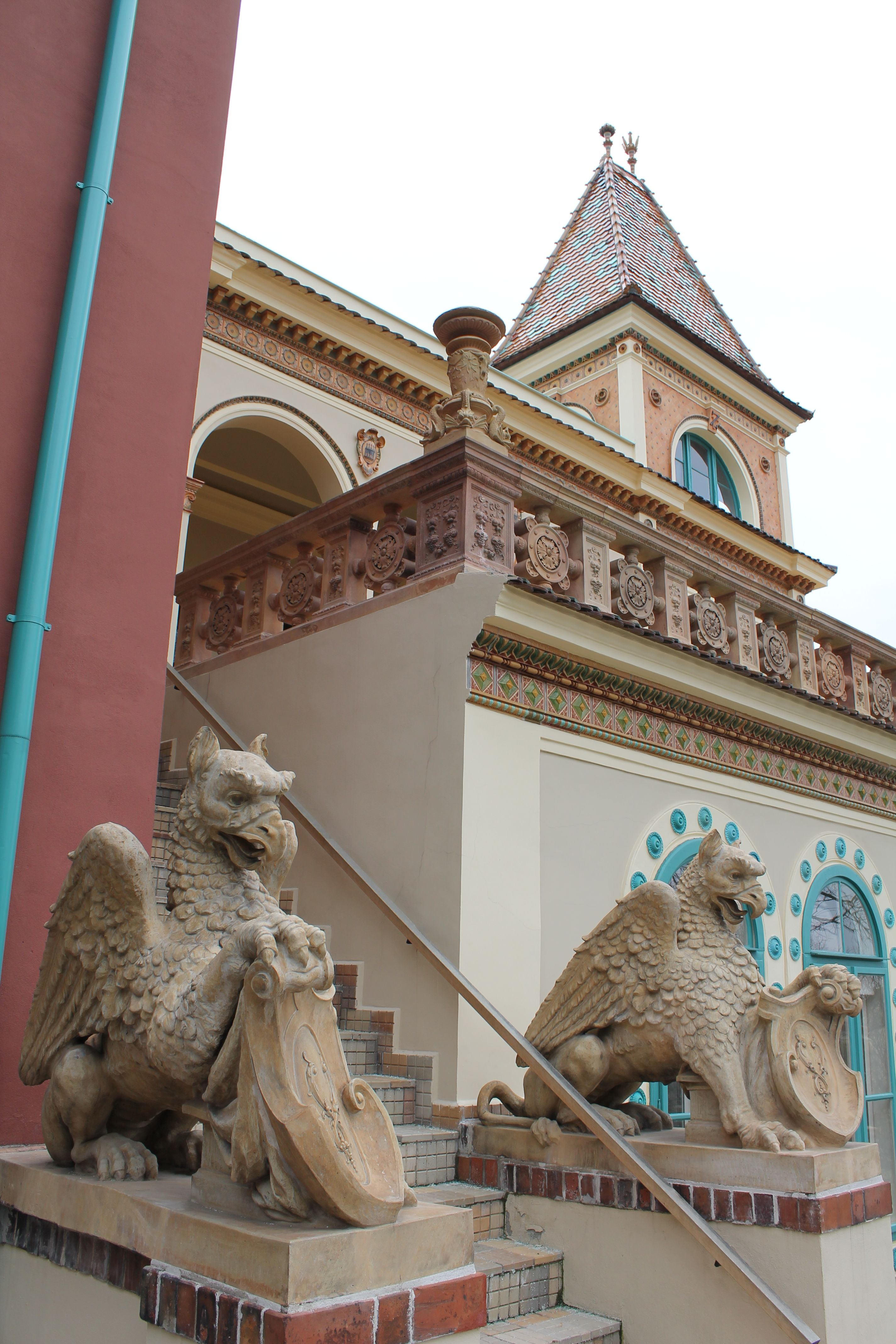
Szfinxek a Zsolnay-gyárban

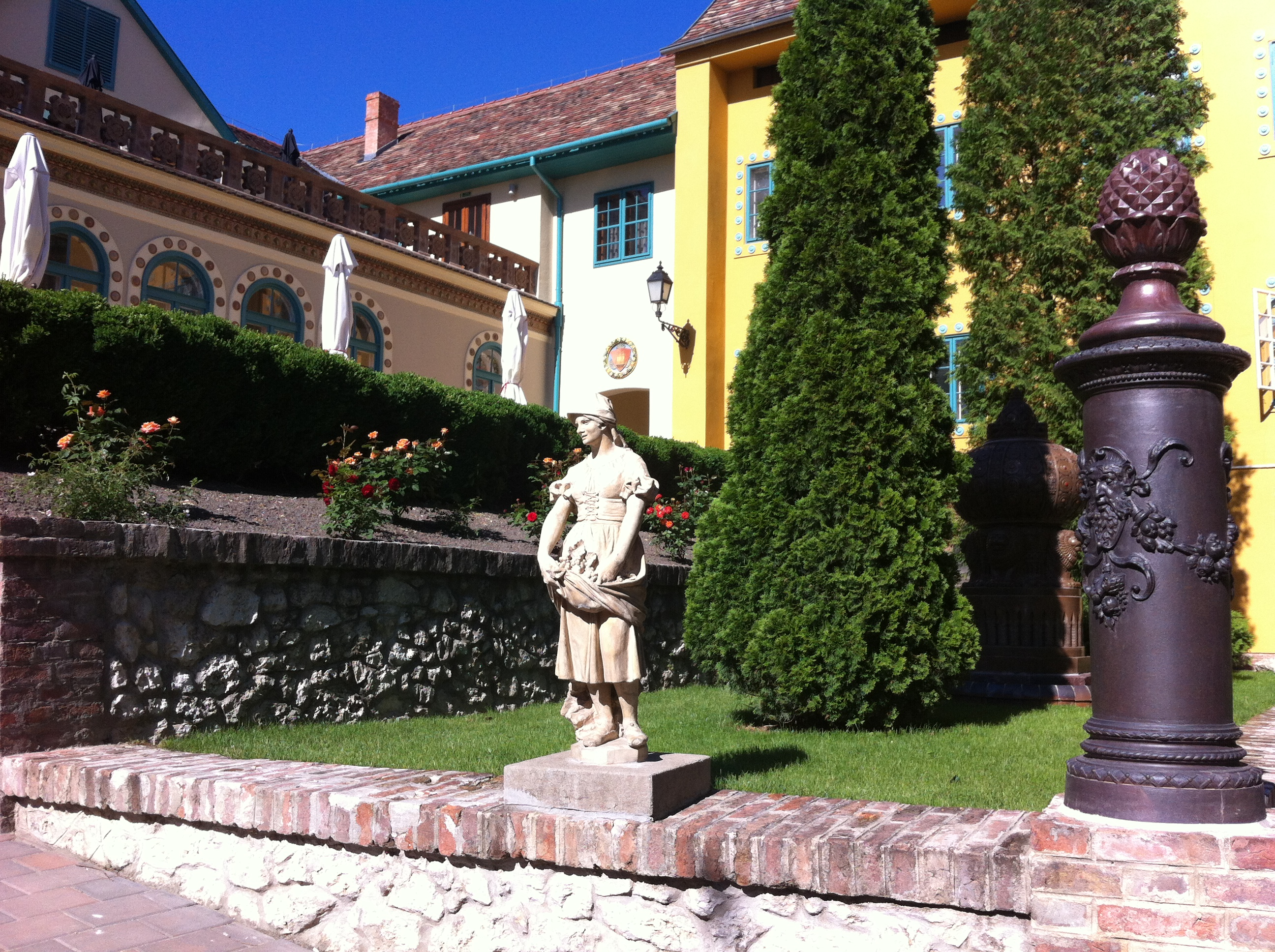
Épületek és szobrok a kulturális negyedben

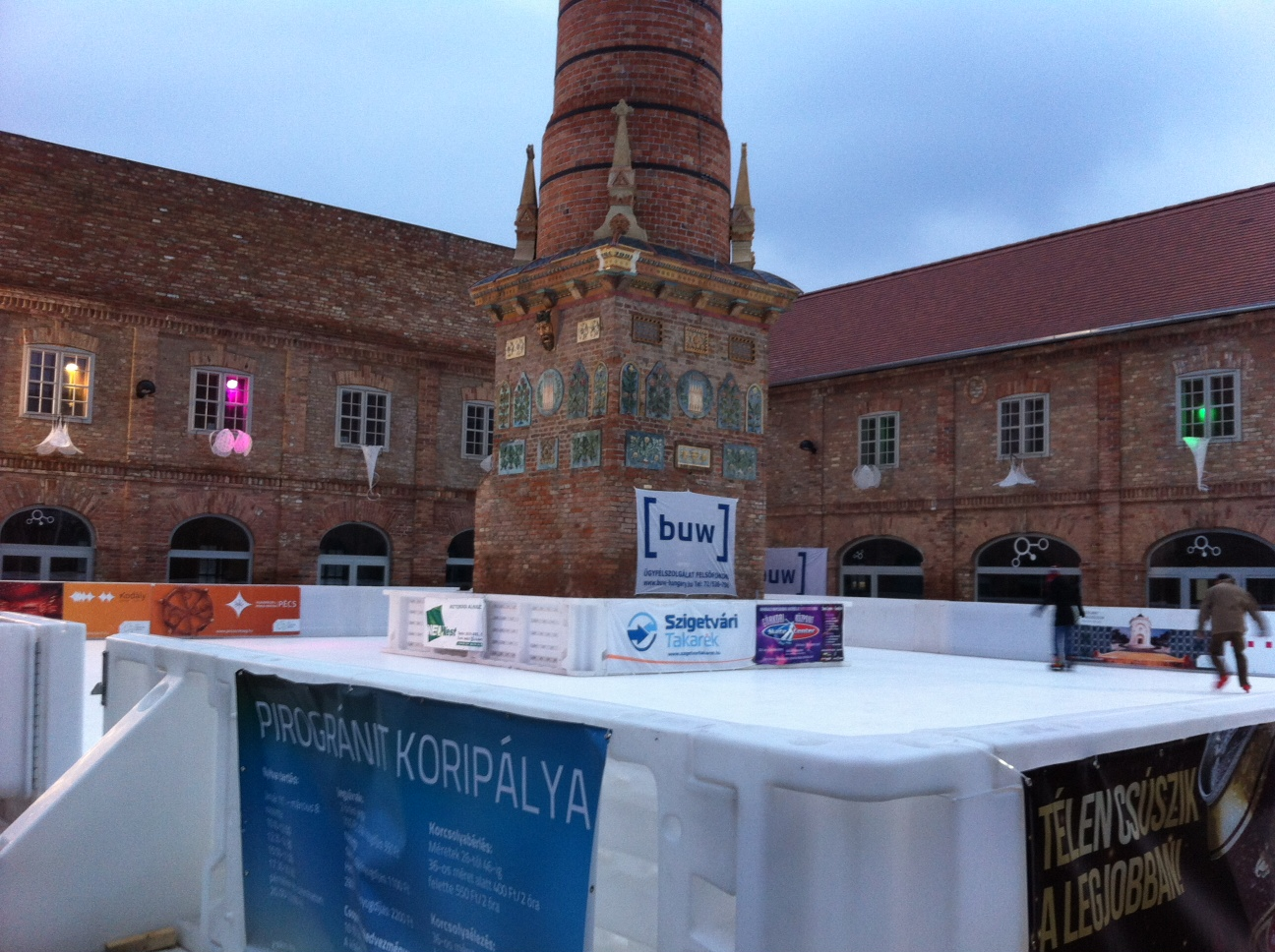
Polimer panelekből épült korcsolyapálya a Zsolnay Kulturális Negyed Pirogránit udvarán (2013. január)

Pécs Magyarország egyik műemlékekben gazdag városa, amely 2010-ben Európa kulturális fővárosa volt. A Baranya vármegyei székhelyen 262 műemlék található.

## Pécs műemlékei

### Alkotmány utca
- Alkotmány u. - Görögkatolikus kápolna, Xavéri Szent Ferenc-kápolna. Korábbi, 17. sz. végi kápolna helyén épült rokokó stílusban, 1739-ben.
- Alkotmány u. 2. - Lakóház, romantikus, 1870 körül

### Apáca utca
- Apáca u. 1. - Szerecsen Patikamúzeum
- Apáca utca 3. - Lakóház, romantikus, 1870 körül
- Apáca u. 4. - Lakóház, klasszicizáló késő barokk, 18. sz. második fele
- Apáca u. 5. - Lakóház, romantikus, 1870 körül
- Apáca u. 8. - Megyei könyvtár és lakások, klasszicizáló késő barokk, 18. sz. vége
- Apáca u. 14. - Lakóház és ókeresztény sírépítmény
- Apáca u. 21. - Óvoda
- Apáca u. 23 /A. - Ciszterci Szent Margit Óvoda, Általános Iskola, Alapfokú Művészetoktatási Intézmény és Kollégium épülete, késő klasszicista, 1847-1851
- Apáca u. 23 /B. - Római katolikus templom

### Aradi vértanúk útja
- Aradi vértanúk útja 48. - Lakóház, klasszicista, 1820 körül
- Aradi vértanúk útja 55. - Vár- és városfalak

### Ágoston tér
- Ágoston tér - Római katolikus plébánia
- Ágoston tér - Római katolikus templom
- Ágoston tér 2. - Tímárház
- Ágoston tér 6. - Vám- és pénzügyőrség működik az épületben, kora eklektikus, 19. sz. második fele

### Batsányi János utca
- Batsányi János utca 10. - Molnár-villa
- Batsányi János u. 15. - Lakóház

### Boltív köz
- Boltív köz 3. - Lakóház, kora eklektikus, 19. sz. második fele
- Boltív köz 5. - Lakóház, klasszicista, 19. sz. eleje

### Buzsáki utca
- Buzsáki utca - Újhegyi erőmű
- Buzsáki u. 22. - Régi erőmű

### Citrom utca
- Citrom u. 16-18. - Kolostor és templom maradványai

### Dischka Győző utca
- Dischka Győző u. 2. - Lakóház (volt árvaház), klasszicista, 19. század első fele
- Dischka Győző u. 4-6. - Evangélikus templom és paplak, A templom kora eklektikus, 1874-ből.
- Dischka Győző u. 8. - Lakóház, romantikus 1860 körül

### Dömörkapui út
- Dömörkapui út - Kantavár romjai (Dömörkapu-Sikonda turista út mellett, erdőben)

### Eötvös József utca
- Eötvös József u. 3. - Várfal

### Esztergár Lajos utca
- Esztergár Lajos utca 10. - Olympia Étterem és Cukrászda

### Felsőbalokány utca
- Felsőbalokány utca 51. - Lakóház

### Felsőgyükési út
- Felsőgyükési út - Római katolikus kápolna

### Felső-malom utca
- Felsővámház u. 1. - Zsolnay-mauzóleum
- Felső-malom u. 3. - Lakóház, kora klasszicista, 19. sz. eleje
- Felső-malom u. 7. - Lakóház és üzlet
- Felső-malom u. 9. - Várostörténeti Múzeum
- Felső-malom u. 10. - Lakóház, klasszicista, 19. sz. első fele
- Felső-malom u. 11. - Lakóház, klasszicizáló késő barokk, 18. sz. vége
- Felsőmalom utca 15. - Lakóház
- Felső-malom u. 19. - Lakóház, barokk, 18. sz. végi eredetű. Mai alakjában klasszicista, 19. sz. első fele
- Felső-malom u. 21. - Lakóház, romantikus-eklektikus, 19. sz. második fele

### Ferencesek utcája
- Ferencesek utcája - Memi pasa fürdőjének romjai, török kori múzeum
- Ferencesek utcája - Római katolikus templom
- Ferencesek utcája 4. - Lakóház
- Ferencesek utcája 12. - Lakóház, barokk 18. sz.-i eredetű. Homlokzata átalakítva kora eklektikus stílusban, 1870 körül.
- Ferencesek utcája 14. - Lakóház, barokk eredetű. Homlokzata átalakítva kora eklektikus stílusban 1870 körül.
- Ferencesek utcája 16. - Lakóház, romantikus, 1860 körül
- Ferencesek utcája 17. - Lakóház és üzlet
- Ferencesek utcája 20. - Lakóház, klasszicista, 1820 körül
- Ferencesek utcája 21. - Lakóház és üzlet
- Ferencesek utcája 22. - Lakóház, üzlet és klub
- Ferencesek utcája 24. - Lakóház, üzlet és vendéglő
- Ferencesek utcája 25. - Lakóház, eklektikus, 1880. Építette: Szántó Antal.
- Ferencesek utcája 27. - Lakóház, késő romantikus, 1860 körül. A belső mennyezeti díszítőfestések, 1880 körül, Klein Ármin munkája.
- Ferencesek utcája 30. - Lakóház, klasszicista, 1830 körül
- Ferencesek utcája 31. - Lakóház, klasszicista, 1820 körül
- Ferencesek utcája 33. - OTP és Nemzeti Bank irodaház
- Ferencesek utcája 35. - Szálloda és étterem
- Ferencesek utcája 39. - Lakóház, városfal maradványa
- Ferencesek utcája 41. - Lakóház, városfal maradvány
- Ferencesek utcája 42. - Lakóház, eklektikus, 1790 körül
- Ferencesek utcája 44. - Lakóház, klasszicista, 1820 körül
- Ferencesek utcája 52. - Lakóház; irodák

### Garay János utca
- Garay János u. 1-3. - Megyei kórház, barokk, földszintje 1714-ben épült.

### Gólya dűlő
- Gólya dűlő 1. - Johann-villa, lakóház, volt nyaraló és gazdasági épület, 19. század első fele

### Havihegy utca
- Havi-hegy u. 1. - Sörcsarnok

### Havihegyi út
- Havihegyi út - Római katolikus kápolna és szobor

### Hungária utca
- Hungária u. 2. - Lakóház, fogadó
- Hungária u. 4. - Lakóház, kora eklektikus, 19. sz. második fele
- Hungária utca 19. - Uránia Mozi
- Hungária u. 28. - Lakóház
- Hungária u. 30. - Lakóház

### Hunyadi János út
- Hunyadi János út - Hotel Kikelet

### Hunyadi utca
- Hunyadi u. 3. - Stróbl-ház
- Hunyadi u. 8. - Lakóház, barokk, 18. sz. vége
- Hunyadi u. 72. - Római katolikus templom

### Indóház tér
- Indóház tér 1. - Pécs vasútállomás

### Irgalmasok utcája
- Irgalmasok utcája 1. - Egykori irgalmasrendi kórház és patika; jelenleg belklinika; barokk, 1727

### István-akna
- István-akna - Az István-aknán lévő bányaház, aknatorony, gépház, kompresszor- és kapcsolóház
- István-akna - István-akna bányatelep, 1925-ben épült, tervező Gút Árpád és Gergely Jenő irodája.

### Janus Pannonius utca
- Janus Pannonius u. 4. - Lakóház; Egykori kanonoki ház
- Janus Pannonius u. 6. - Lakóház; Egykori kanonoki ház
- Janus Pannonius u. 8. - Lakóház, copf, 18. sz. második fele

### János utca
- Jókai u. - Dischka Győző u. vonalától délre - Római katolikus templom
- Jókai utca 11-13. - Római épületek és fürdő maradványok
- János u. 13. - Lakóház, romantikus, 19. sz. második fele

### Jókai tér
- Jókai tér 1. - Lakóház, kora eklektikus, 1870 körül
- Jókai tér 3. - Lakóház, klasszicista, 1820 körül
- Jókai tér 4. - Lakóház, kora eklektikus, 1870 körül
- Jókai tér 5. - Lakóház, kora eklektikus, 1870 körül
- Jókai tér 6. - Tallián-ház, ún. Elefántos Ház
- Jókai tér 7. - Lakóház, kora eklektikus, 19. sz. második fele
- Jókai tér 11-13. - Lakóház és vendéglátó egység

### József Attila út
- József Attila út 5. - Pécsi Bányakapitányság székháza

### Kaposvári utca
- Kaposvári u. 17. - Bálványi-villa

### Kazinczy utca
- Kazinczy u. 1. - Lakóház, kora eklektikus, 1870 körül. Lebontva, romantikus, 19. sz. második fele.
- Kazinczy u. 4. - A volt régi polgári kaszinó padlásán: Ferhád pasa dzsámijának töredékei, 17. század
- Kazinczy u. 6. - Lakóház és irodák

### Kálvária utca
- Kálvária u. - Római katolikus kápolna és kálvária
- Kálvária u. 18. - Lakóház és szobor

### Káptalan utca
- Káptalan u. 2. - Zsolnay Múzeum
- Káptalan u. 3. - Victor Vasarely Múzeum
- Káptalan u. 4. - Lakóház, (múzeum), képtár és városfal
- Káptalan u. 5. - Kanonoki ház; lakóház és múzeum
- Káptalan u. 6. - Kanonoki ház; lakóház és múzeum

### Király utca
- Király u. 1. - Lakóház és üzlet
- Király u. 3. - Lakóház és üzlet
- Király u. 6. - Lakóház és üzlet
- Király u. 8. - Lakóház, kora eklektikus, 19. sz. második fele
- Király u. 11. - Levéltár
- Király u. 15. - Lakóépület
- Király u. 17. - Lakóház és üzlet
- Király u. 18. - Domonkos templom, egykori dominikánus templom, 18. század első fele - átépítve eklektikus stílusban a 19. század második felében.
- Király u. 19. - Vasváry-ház
- Király u. 21. - Lakóház és üzlet
- Király u. 23-25. - Kölcsönös Segélyező Egylet
- Király u. 32. - Lakóház és üzlet
- Király u. 33. - Lakóház, kora eklektikus, 19. sz. második fele
- Király u. 35. - Lakóház
- Király u. 36. - Lakóház, 18. sz. végi eredetű, homlokzata átalakítva.
- Király u. 39. - Lakóház, romantikus, 19. sz. második fele
- Király u. 41. - Lakóház, késő barokk, 18. sz. vége. Homlokzatán falfülkében Szt. Domonkos-szobor, 18. sz. vége
- Király u. 44. - Líceum
- Király u. 44. - Lyceum templom: barokk stílusú római katolikus templom
- Király u. 50. - Lakóház, romantikus elemekkel késő klasszicista, 1840 körül
- Király u. 55. - Lakóház, romantikus, 1860 körül
- Király u. 58. - Lakóház, barokk, 18. sz. vége. Homlokzata átalakítva eklektikus stílusban
- Király u. 59. - Lakóház, 1850 körül. Homlokzata eklektikus
- Király u. 61. - Lakóház, klasszicista, 1820 körül
- Király utca 93. - Lakóház

### Kossuth tér
- Kossuth tér - Pécsi zsinagóga

### Lapisi út
- Lapisi út - Őrtorony maradvány

### Líceum utca
- Líceum u. 4. - Irodák, egykori pálos gazdasági épület, barokk, 1762. Belsőben átalakítva.
- Líceum u. 7. - Irodák, Edenhoffer-ház, barokk eredetű. Homlokzata átalakítva klasszicista stílusban a 19. sz. elején.

### Majorossy Imre utca
- Majorossy Imre u. 1. - Lakóház, kora eklektikus, 1870 körül
- Majorossy Imre u. 2. - Lakóház, romantikus, 1860 körül
- Majorossy Imre u. 8. - Sörház; TV stúdió
- Majorossy Imre u. 10. - Lakóház; óvoda

### Majtényi Ferenc utca
- Majtényi Ferenc u. 2. - Lakóház, késő barokk, 19. sz. eleje. Teljesen átépítve.

### Mária utca
- Mária u. 1. - Lakóház, romantikus, 1860 körül
- Mária u. 2-4. - Janus Pannonius Gimnázium, kora eklektikus, 1880 körül
- Mária u. 11. - Lakóház, klasszicista, 19. sz. eleje
- Mária u. 12. - Lakóház, kora eklektikus, 1870 körül
- Mária u. 13. - Majláth-ház
- Mária u. 14. - Lakóház, romantikus elemekkel kora eklektikus, 1870 körül
- Mária u. 15. - Lakóház, kora romantikus, 19. sz. közepe
- Mária u. 16. - Lakóház, kora eklektikus, 1870 körül
- Mária utca 35. - Angster orgona- és harmóniumgyár, nyeregtetős épület 1855-ben épült későklasszicista stílusban.

### Mátyás utca
- Mátyás király u. 15. - Ferences rendház; Zeneművészeti Főiskola, Zeneművészeti Főiskola, egykori ferences rendház, barokk. Földszintje 1743-ban, emelete 1782-ben épült, mai alakjában kora eklektikus, 19. század végi.
- Mátyás király u. 17. - Mátyás Király Utcai Általános Iskola, kora eklektikus, 19. század második fele
- Mátyás király u. 30. - Lakóépület, itt működött 1867-1949 között Angster József és fia orgona és harmóniumgyára.
- Mátyás király u. 32. - Lakóház, irodák

### Mecsekalja
- Benczúr u. 1. (Patacs) - Római katolikus templom
- Fülemüle u. (Magyarürög) - Római katolikus templom
- Fő u. 61. (Patacs) - Lakóház
- Fő u. 77. (Patacs) - Lakóház
- Jakabhegyi út - Templomrom
- Kovács Béla u. 3. (Patacs) - Lakóház
- Kovács Béla u. 50. (Patacs) - Lakóház
- Kovács Béla u. 66. (Patacs) - Lakóház

### Megye utca
- Megye u. 7. - Lakóház, barokk, 1742-1746
- Megye u. 9. - Lakóház, barokk eredetű, romantikus, 1860 körül
- Megye u. 18. - Lakóház, késő barokk, 18 sz. vége

### Munkácsy Mihály utca
- Munkácsy Mihály u. 2. - Klinika, volt bíróság, eklektikus, 19. század vége
- Munkácsy Mihály u. 3. - Lakóház és üzlet
- Munkácsy Mihály u. 8. - Lakóház és klub
- Munkácsy Mihály utca 10. - Pécsi Irodalmi és Könyvnyomdai Rt. nyomdája
- Munkácsy Mihály u. 30. - Lakóház, barokk, 18. sz.
- Munkácsy Mihály u. 31. - Lakóház, barokk, 18. sz. Udvarában az É-i városfal egy szakasza

### Múzeum utca
- Múzeum utca - Szabadtéri színpad és park

### Nagy Flórián utca
- Nagy Flórián utca 7. - Lakóház és melléképület

### Nagy Jenő utca
- Nagy Jenő u. 38. - Kanonoki ház; óvoda

### Nyár utca
- Nyár u. 8. - Idrisz Baba türbéje, török kori, 1591

### Pacsirta utca
- Pacsirta u. 35. - Római katolikus templom és kolostor

### Papnövelde utca
- Papnövelde u. 1. - Papnevelde
- Papnövelde u. 2. - Lakóház és iskola
- Papnövelde u. 3. - Lakóház, romantikus, 1860 körül. Jelenleg terrárium.
- Papnövelde u. 5. - Vármegyeháza; múzeum és irodaház
- Papnövelde u. 13-15. - Püspöki jószágkormányzóság és városfal
- Papnövelde u. 39. - Lakóház, barokk, 18. sz. Udvarán az É-i városfal egy szakasza

### Pálos düllő
- Pálos-dülő 4. - Forbát-villa, 1937-ben épült háromemeletes modern saroképület

### Perczel utca
- Perczel u. 10. - Lakóház, kora eklektikus, 19. sz. második fele
- Perczel u. 12. - Lakóház, kora eklektikus, 19. sz. második fele
- Perczel utca 14. - Raktárház
- Perczel utca 14. - Csukás-ház, 1885 körül épült egyszintes, neoreneszánsz lakóépület
- Perczel u. 16. - Lakóépület
- Perczel u. 21. - Lakóház, romantikus, 1850 körül
- Perczel utca 22. - Apolló mozi, A szecessziós jegyeket hordozó épület 1913-ban épült Sigfrid és Engelt tervei alapján. Magyarország első kifejezetten mozinak épült intézete.

### Petőfi Sándor utca
- Petőfi Sándor u. 71. - Mentőállomás

### Rákóczi Ferenc út
- Rákóczi Ferenc út 11. - Czvetkovits-ház
- Rákóczi út 2. - Jakováli Hasszán dzsámija, török kori, 16. század második fele
- Rákóczi út 2. - Megyei kórház, egykori Rudolfineum
- Rákóczi út 9. - Városfal
- Rákóczi út 15. - Néprajzi Múzeum; Várfal
- Rákóczi út 30. - Zsolnay Vilmos emlékszobor
- Rákóczi út 53. - Városfal

### Rigóder út
- Rigóder út 17. - Nepomuki Szt. János-kút, barokk, 18. sz.

### Rókusdomb
- Rókusdomb - Török kút és mosdó

### Siklósi út
- Siklósi út 22. - Erreth-villa, 1917-ben Pilch Andor pécsi építész által tervezett kétszintes szecessziós és neoreneszánsz jegyeket viselő lakóépület

### Surányi Miklós utca
- Surányi Miklós utca 18. - Kallivoda-villa
- Surányi Miklós utca 36. - Berecz-villa, 1938-ban épült kétszintes villa építmény

### Szabadság út
- Szabadság út 34. - Lakóház, romantikus, 1860 körül

### Szentegyház utca
- Szentegyház u. (Málom) - Római katolikus templom

### Szent István tér
- Szent István tér - Római katolikus püspöki palota és romok
- Szent István tér és Esze Tamás u. 2. - Barbakán, erődítmény
- Szent István tér - Zenészek emlékműve, eklektikus, 1866
- Szent István tér - Szepessy Ignác szobra
- Szent István tér - Pécsi székesegyház
- Szent István tér - Berényi-kút, rokokó, 1739-1748
- Szent István tér alatt - Ókeresztény mauzóleum
- Szent István tér 6. - Nevelők háza
- Szent István tér 9. - Lakóépület, neoreneszánsz, 1878-79
- Szent István tér 14. - Káptalan levéltár és római katolikus plébánia
- Szent István tér 15. - Lakóház és irodák
- Szent István tér 17. (udvarán) - Pavilon

### Szepesy Ignác utca
- Szepesy Ignác u. 1. - Egyetemi Könyvtár, késő romantikus, 1882 körül
- Szepesy Ignác u. 6. - Lakóház, romantikus, 1860 körül
- Szepesy Ignác u. 8-10. - Lakóház, kora eklektikus, 19. sz. második fele
- Szepesy Ignác u. 12. - Kollégium

### Széchenyi tér
- Széchenyi tér - Zsolnay-kút
- Széchenyi tér - Szentháromság-szobor
- Széchenyi tér - Gázi Kászim pasa dzsámija
- Széchenyi tér 5. - Római katolikus templom
- Széchenyi tér 11. - Rendház és gimnázium
- Széchenyi tér 12. - Janus Pannonius Múzeum, Csór Ibrahim aga házhelyén épült, barokk, 18. század vége, klasszicista elemekkel
- Széchenyi tér 13. - Lakóház, 19. sz. eleje. Házasságkötő terem
- Széchenyi tér 14. - Megyei bíróság, Gázi Kászim pasa fürdőjének helyén épült, eklektikus, 1891
- Széchenyi tér 16. - Lakóház, kora eklektikus, 19. sz. második fele
- Széchenyi tér 17. - Lakóház, kora eklektikus, 19. sz. második fele
- Széchenyi tér 18. - Lakóház, üzlet, iroda

### Székely Bertalan utca
- Székely Bertalan u. 11. - Lakóház, "szőlőház", lombfűrész-technikával készült fa díszítőelemekkel.

### Szigligeti utca
- Szigligeti utca 69. - Malom

### Tettye tér
- Tettye tér - Forrásház, 1892-ben Pécs vízellátó rendszerének kiépítése során Salbach műegyetemi tanár tervei szerint épült
- Tettye tér - Gépház, 1931-ben épült gépház Dulánszky Ferenc mérnök tervei alapján
- Tettye tér - Palota rom

### Tettye utca
- Tettye u. 14. - Római katolikus templom

### Tiborc utca
- Tiborc utca 34. - Lakóház
- Tiborc u. 40. - Présház

### Váradi Antal utca
- Várady Antal utca 6. - Koharits-ház

### Vörösmarty Mihály utca
- Vörösmarty Mihály u. 1. - Zsolnay-ház

### Zengő utca
- Zengő u. 66. - Római katolikus templom

### Zsolnay Vilmos utca
- Zsolnay Vilmos u. 46. - Balokány strandfürdő épületei és környezete
- Zsolnay Vilmos u. 69-73. - Zsolnay-gyár
- Zsolnay Vilmos u. 90-92. - Gyárvárosi római katolikus iskola, 1926-35 között épült neoromán és modern stílusú jegyeket felsorakoztató épületegyüttes
- Zsolnay Vilmos u. 90-92. - Gyárvárosi római katolikus plébánia, 1926-35 között épült neoromán és modern stílusú jegyeket felsorakoztató épületegyüttes
- Zsolnay Vilmos u. 90-92. - Gyárvárosi római katolikus templom